# Buick Special
Buick Special — марка автомобилей, выпускавшихся в разные периоды с 1936 по 1969 год подразделением Buick компании General Motors.

## Series 40 (1930, 1934—1935)
Когда была представлена модель Buick Special Series 40, у неё был верхнеклапанный двигатель объёмом 4220 см3, который выдавал мощность 80,5 л. с. при 2800 об/мин. Всего было выпущено 74257 экземпляров, что является наибольшим количеством Buick за 1930 год. В 1931—1934 годах выпуск Buick Special Series 40 был временно прекращён. Версия 1934—1935 годов имела двигатель объёмом 3818 см3, который развивал мощность 93 л. с. Дизайн был разработан Харли Эрлом.

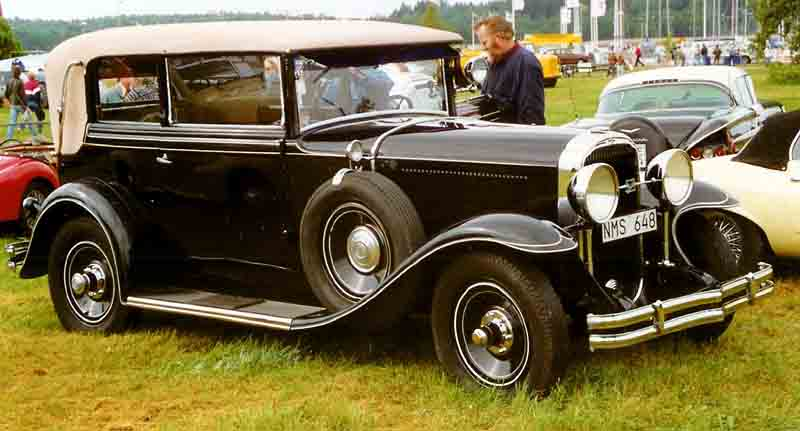
1930 Buick Series 40
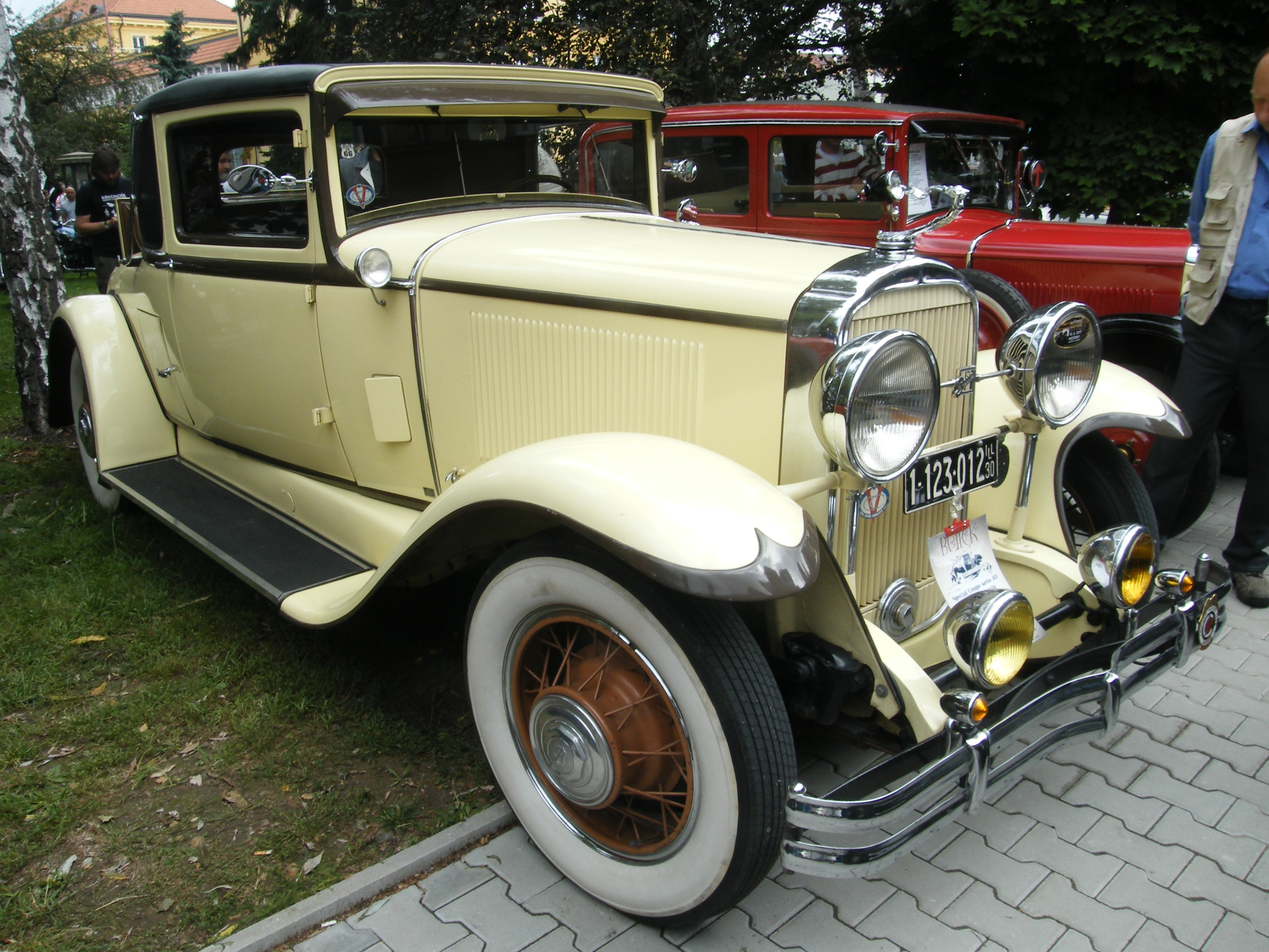
1930 Buick Series 40
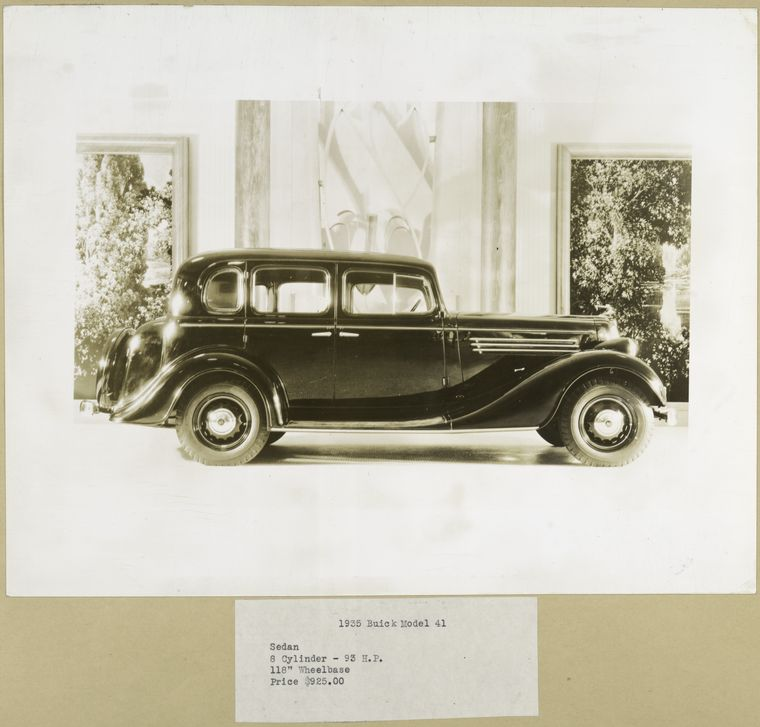
1935 Buick Series 40
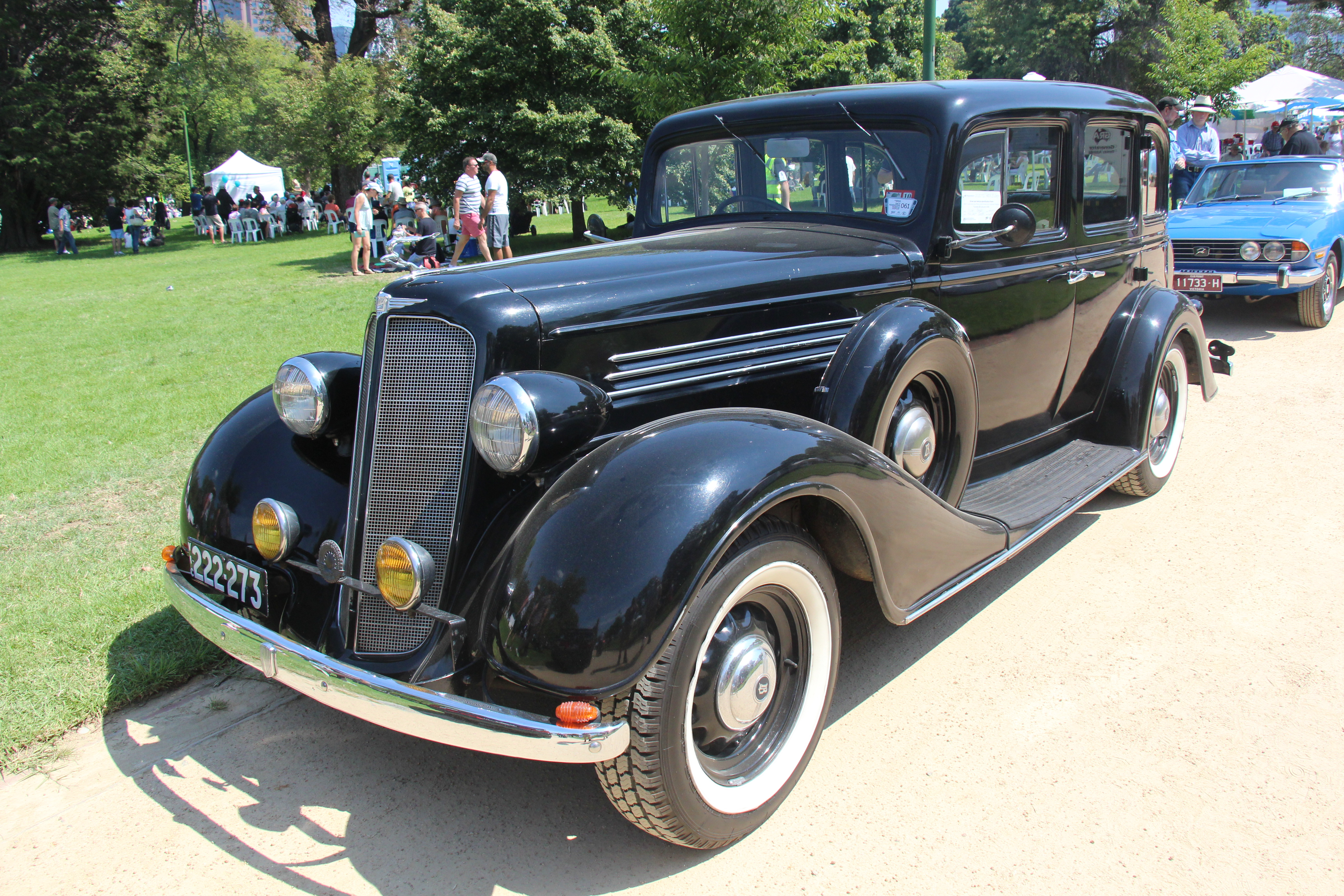
1935 Buick Series 40
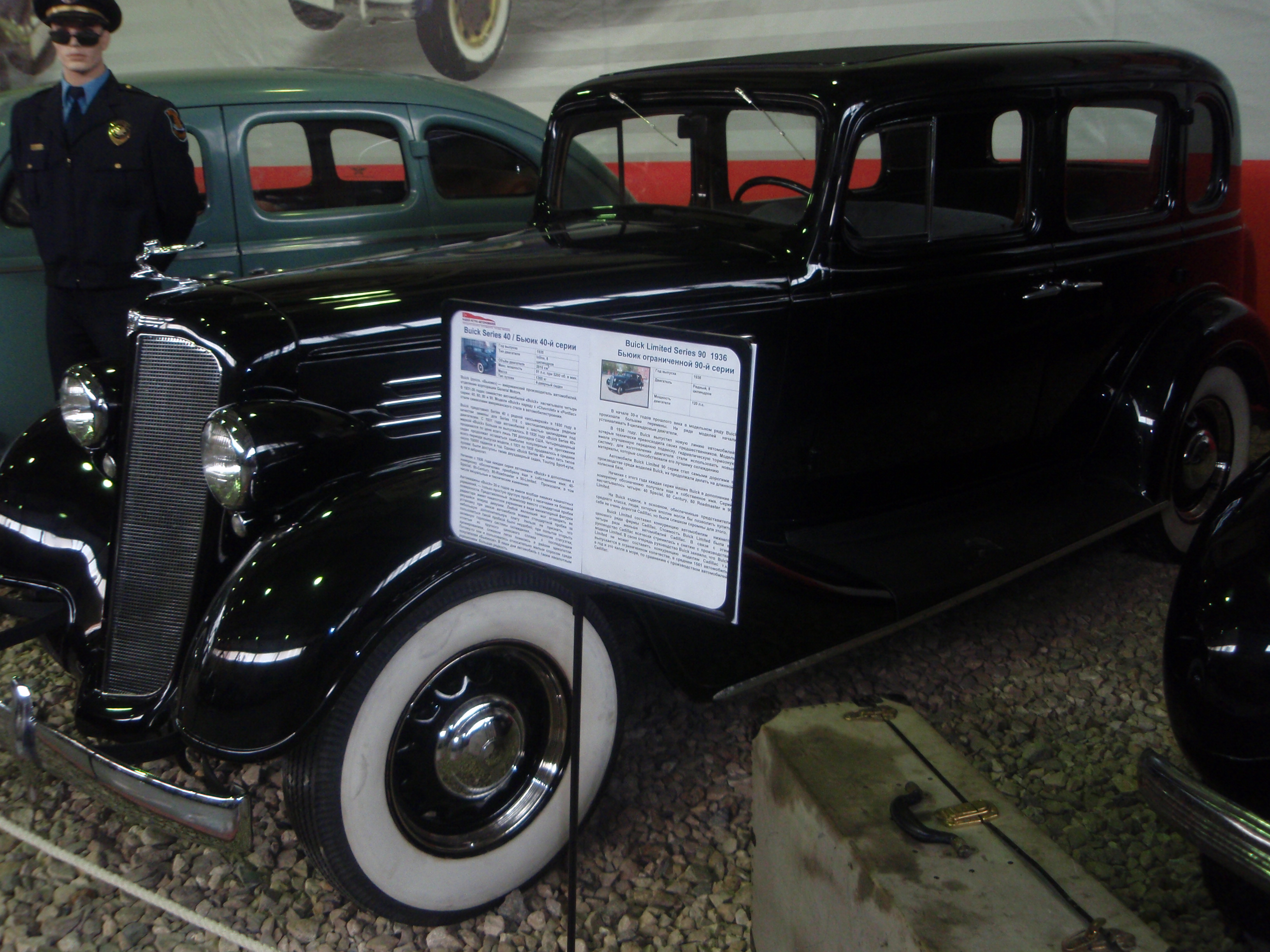
Buick Series 40 в музее транспорта Москвы

## 1936—1942, 1946—1949
Начиная с 1936 года, был налажен выпуск полноразмерных автомобилей Buick Special. Изначально колёсная база составляла 118 дюймов, а в 1937 году она была увеличена до 122 дюймов. В 1939 и 1940 годах автомобиль проходил рестайлинг. С 1942 по 1946 год выпуск автомобилей вновь был заморожен.

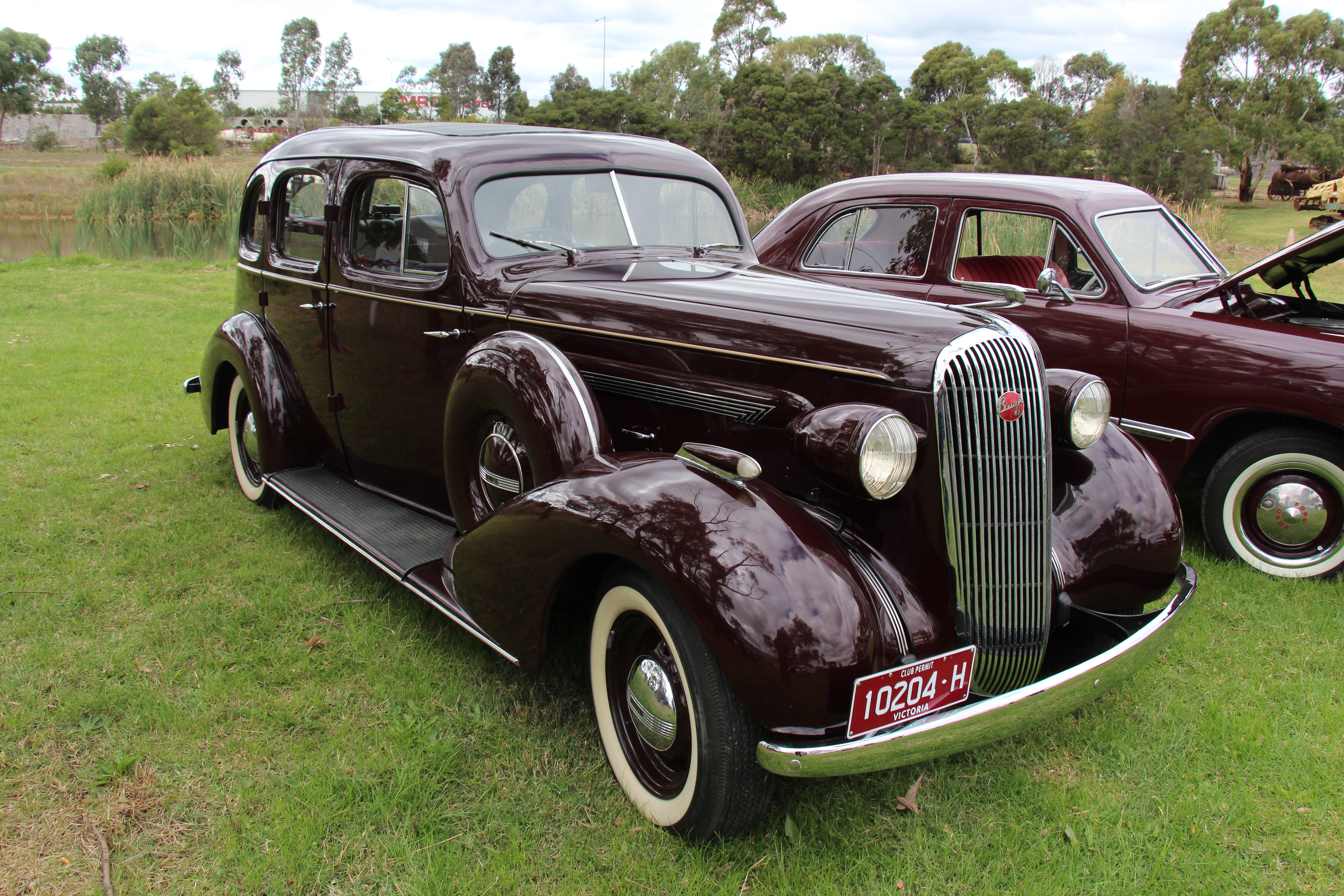
1936 Buick Special Series 40
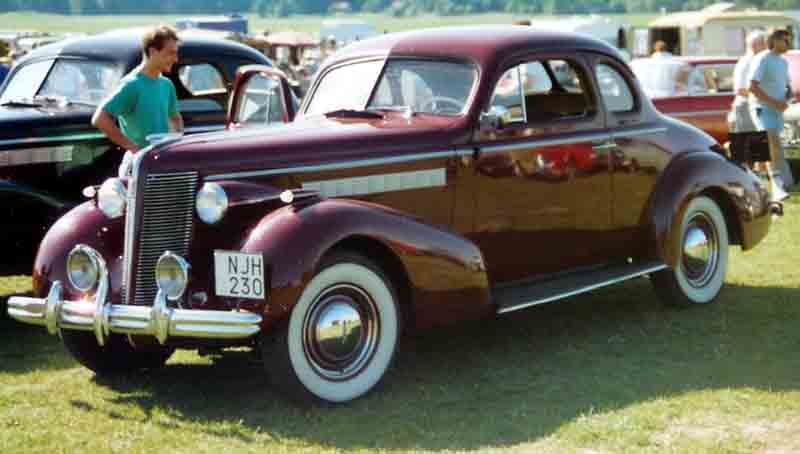
1937 Buick Special Series 40 (Model 465)
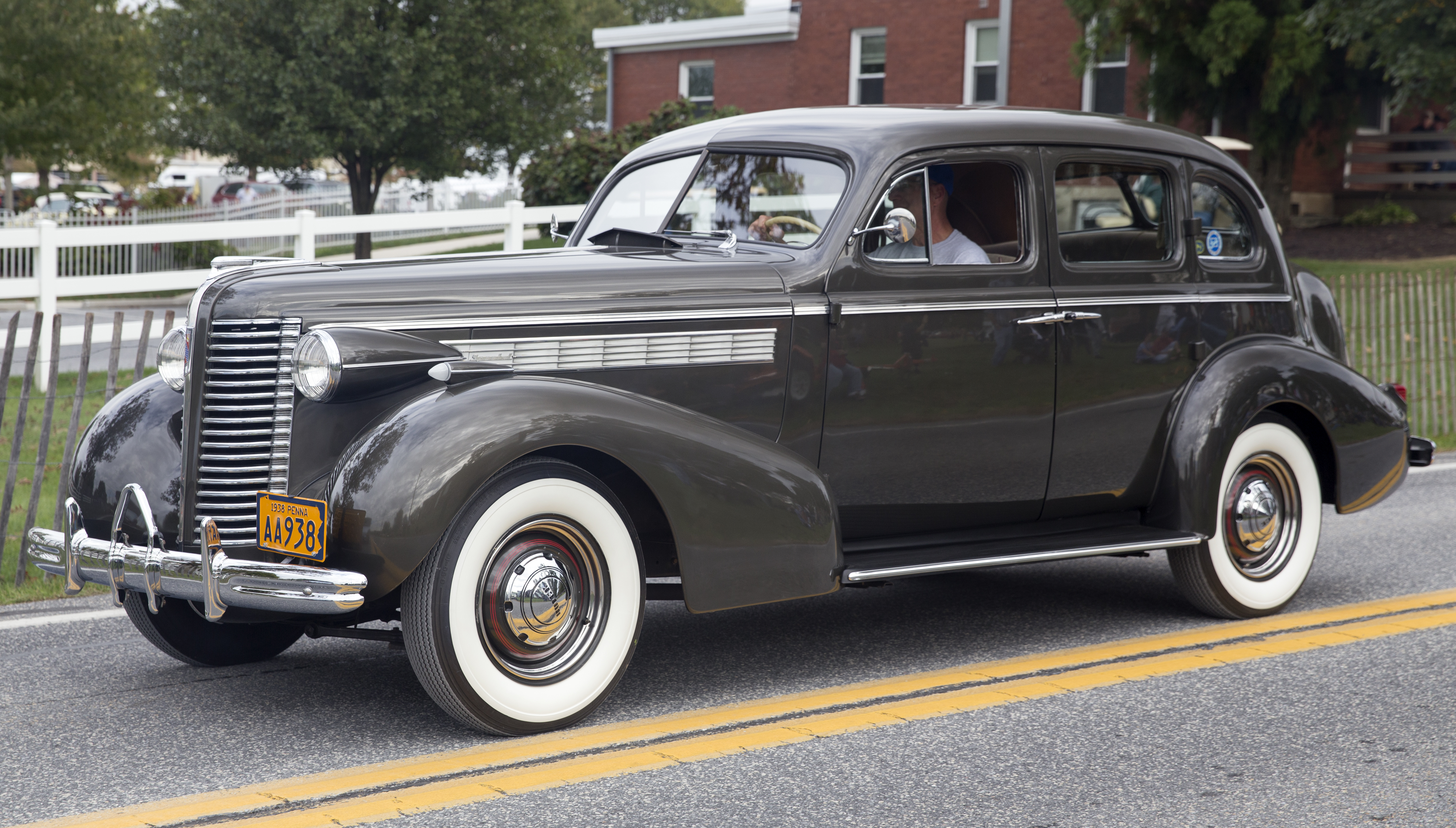
1938 Buick Special Series 40 (Model 41)
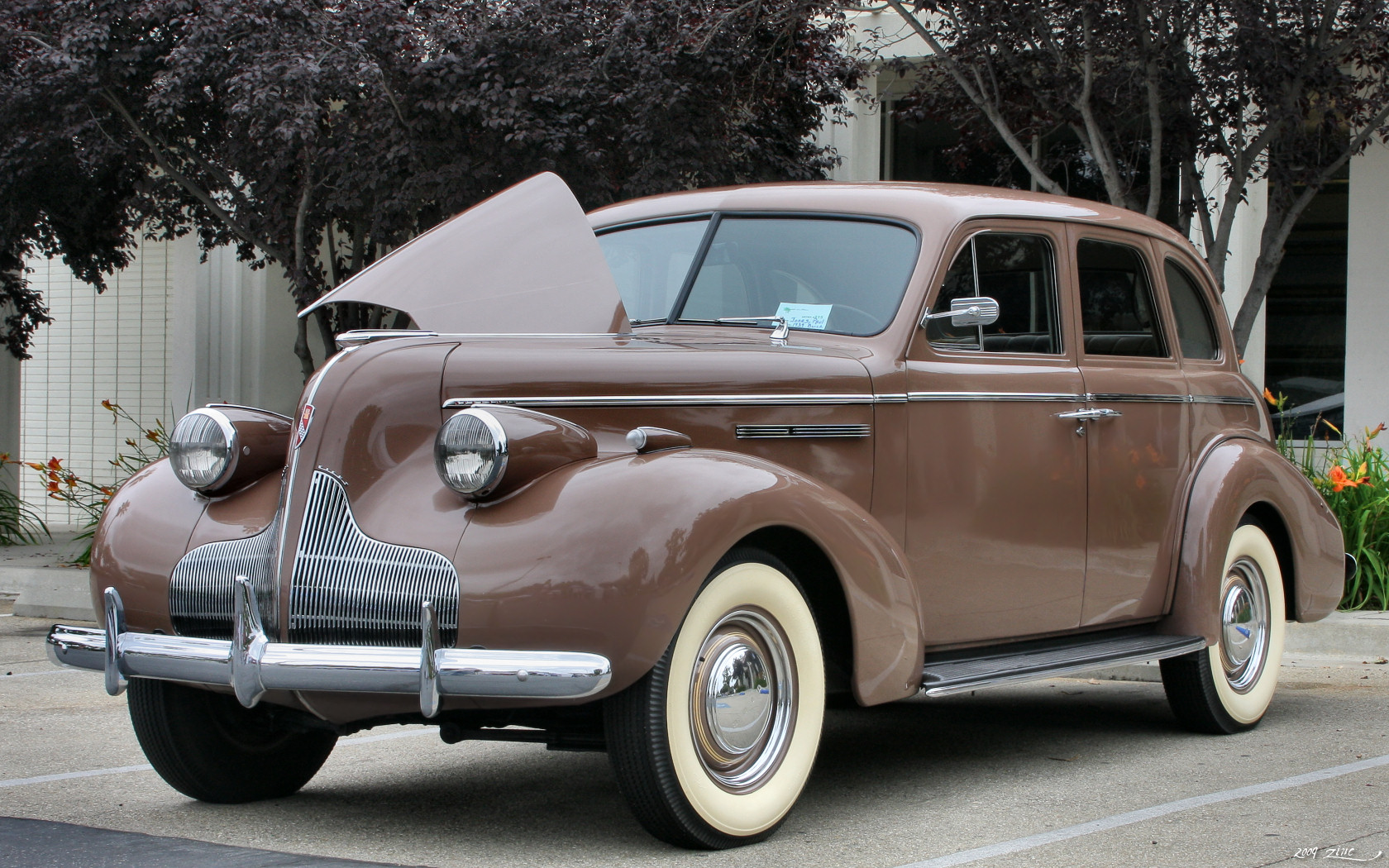
1939 Buick Special
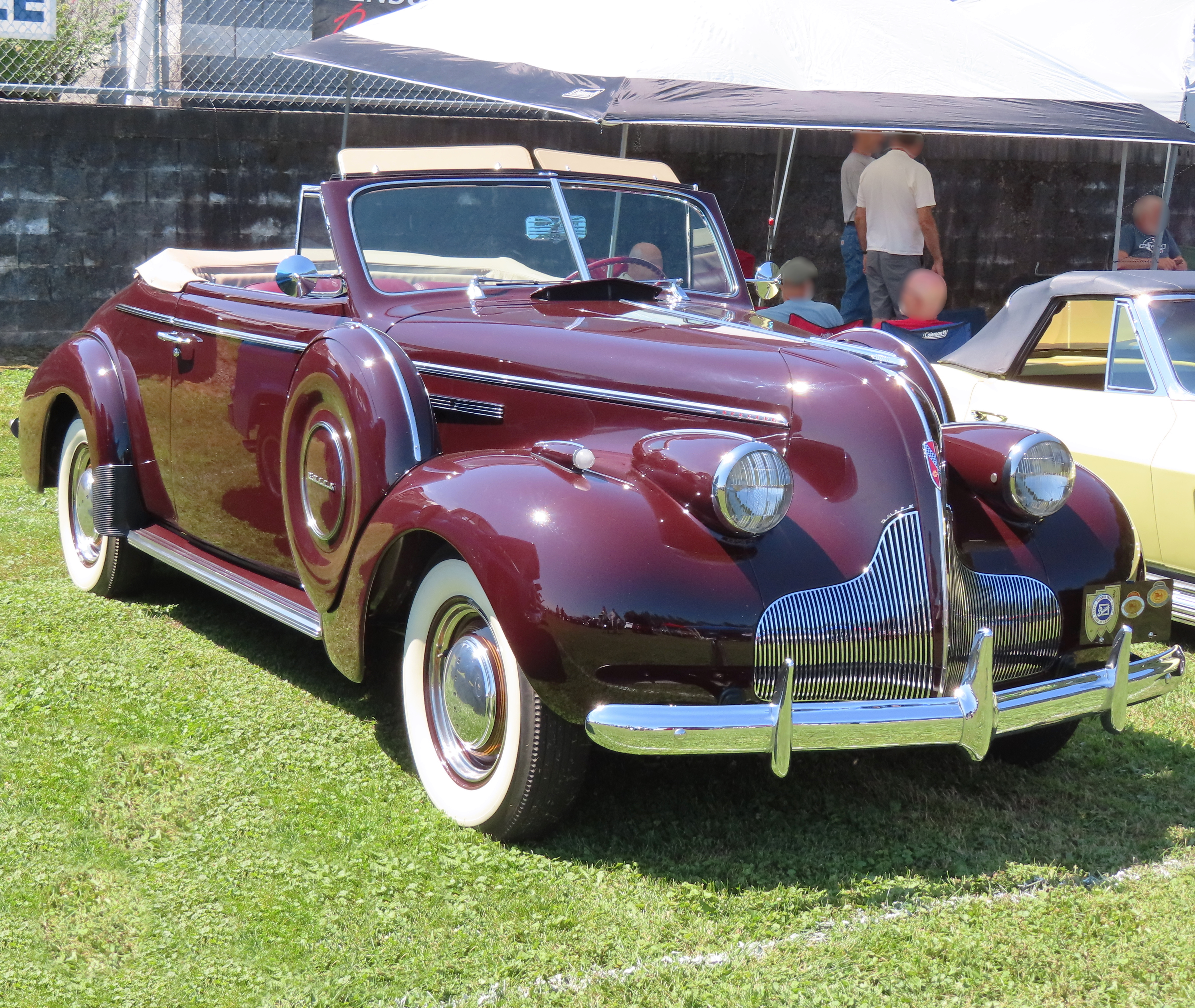
1939 Buick Special Series 40 (Model 46-C)
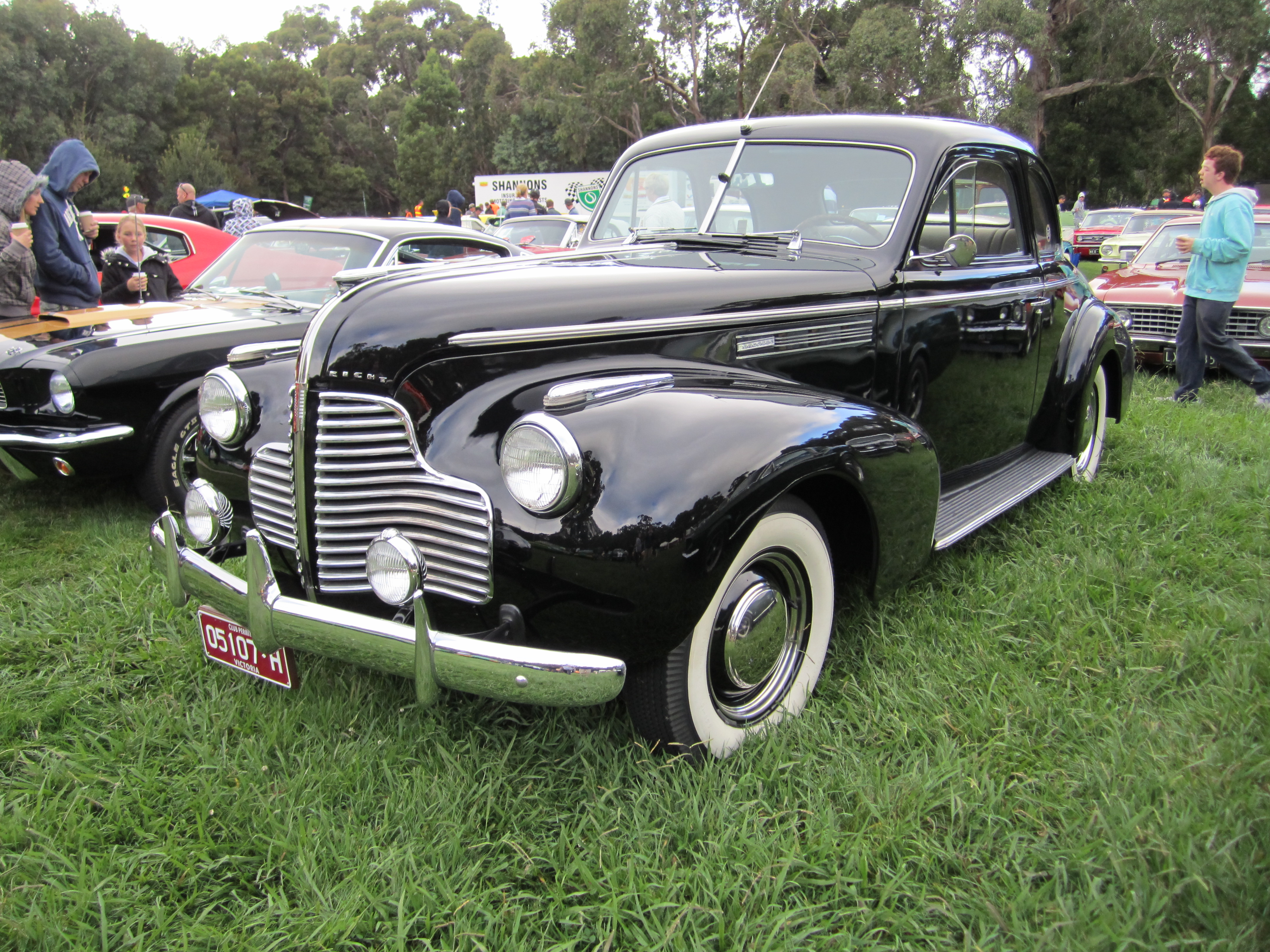
1940 Buick Special Series 40 (Model 465)
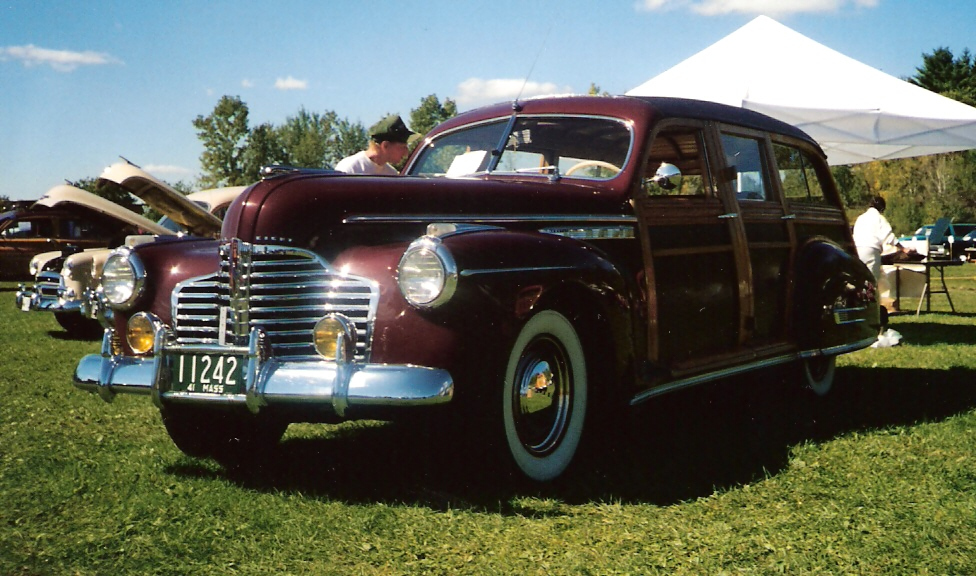
1941 Buick Special Series 40-B (Model 49)
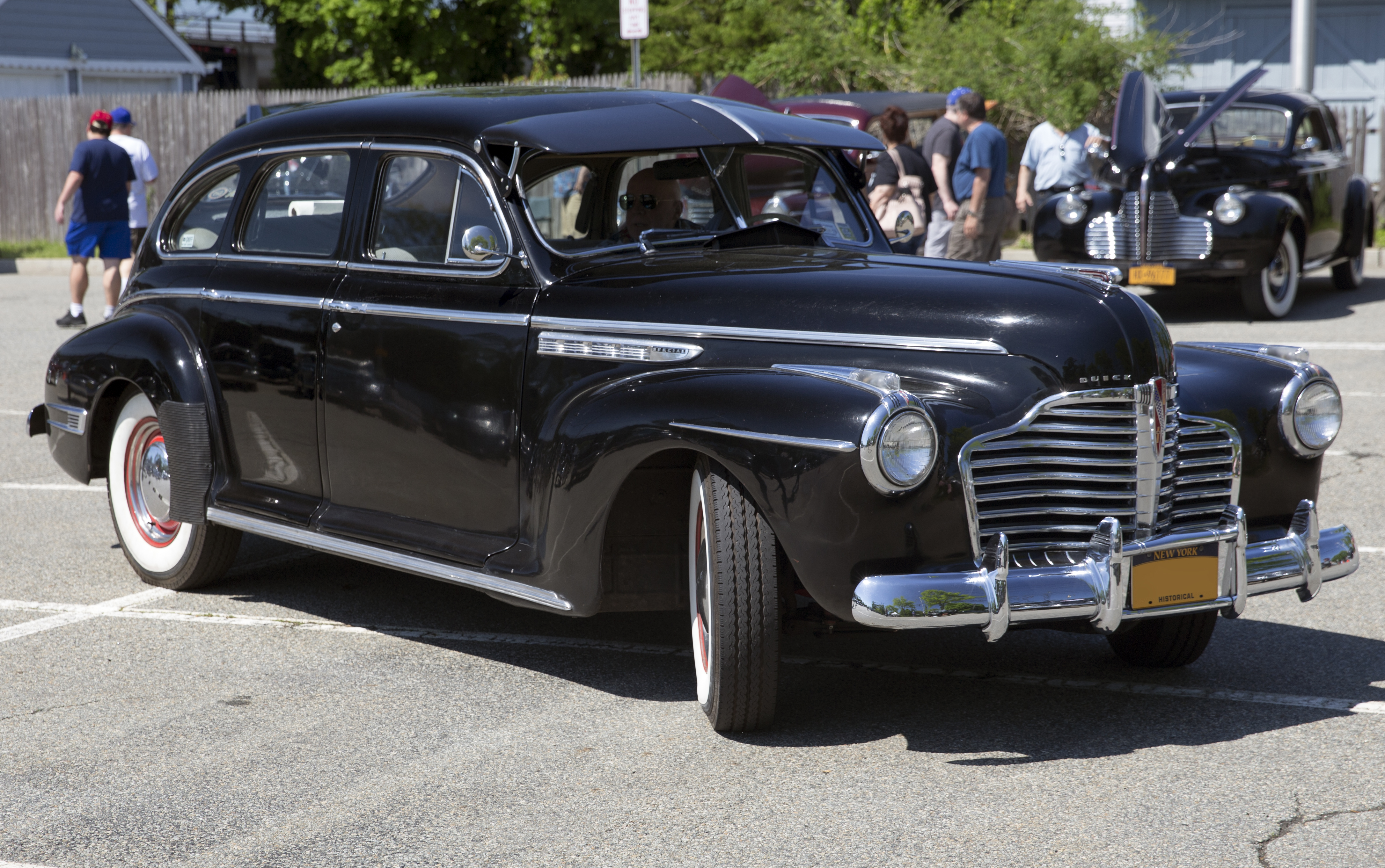
1941 Buick Special Series 40-B (Model 41)
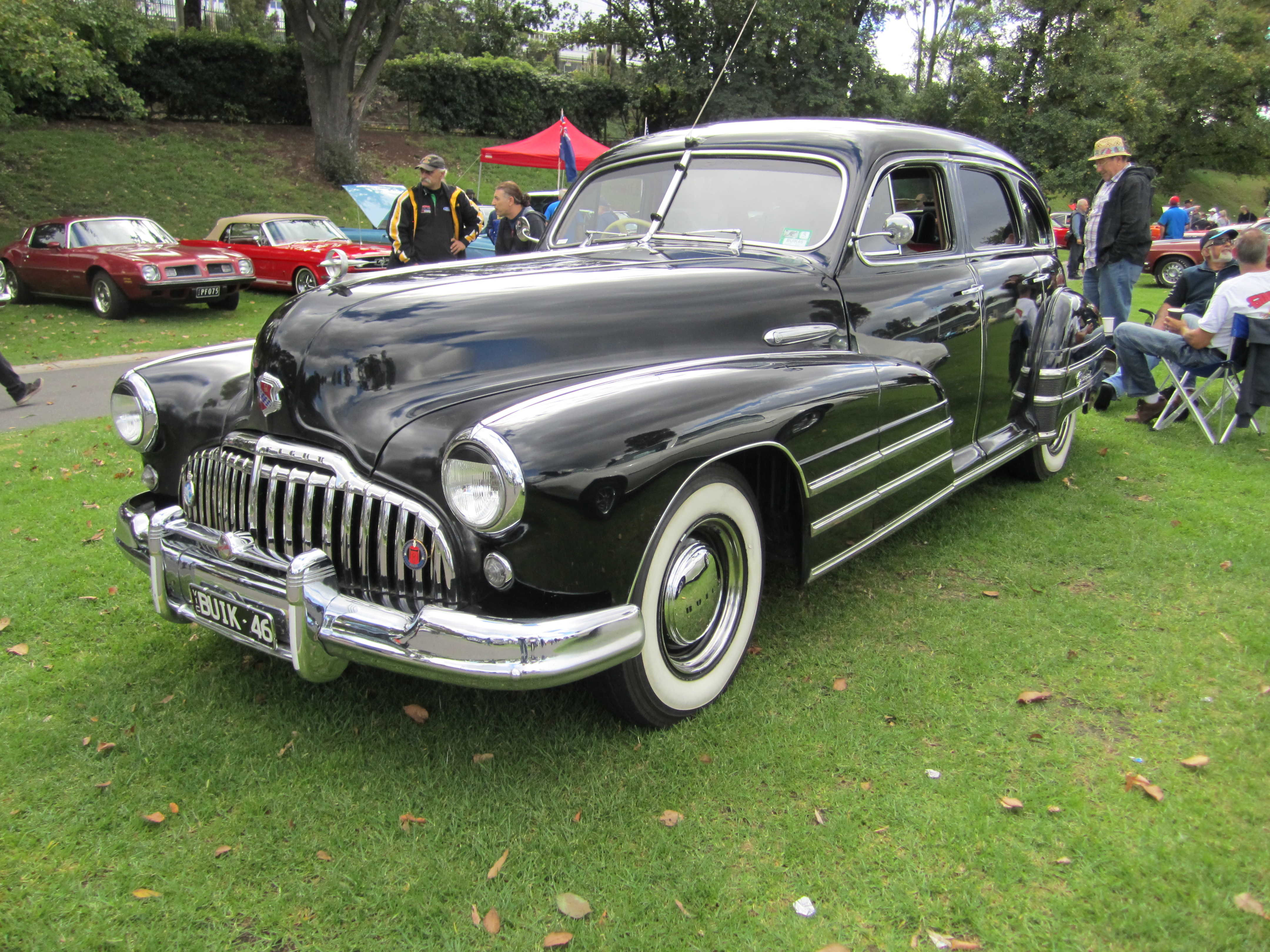
1946 Buick Special Series 40
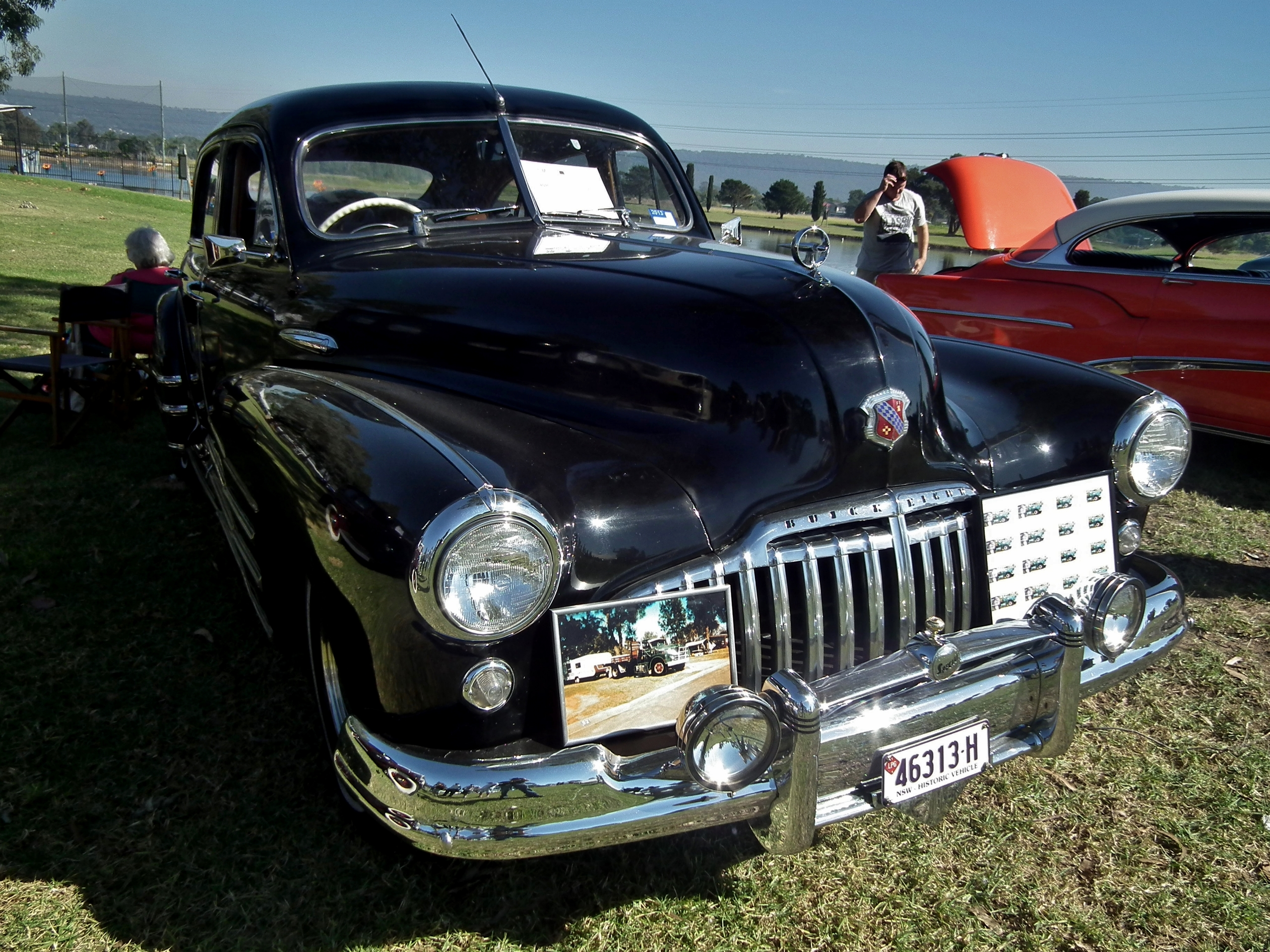
1947 Buick Special Series 40
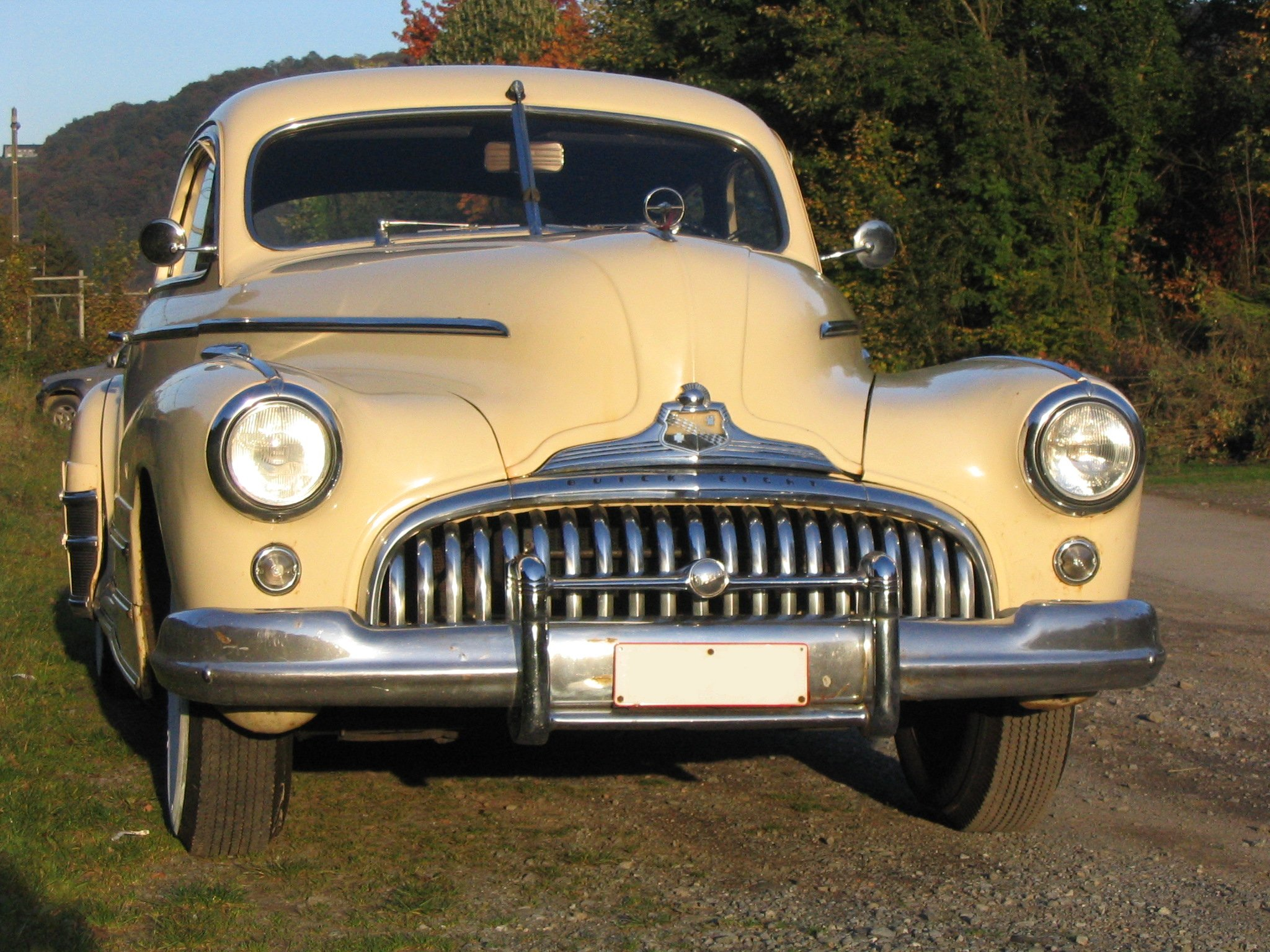
1948 Buick Special Series 40

## 1949—1958
В 1949 году автомобили Buick Special получили совершенно новый кузов, включая радиаторную решётку в «драматическом» стиле. Новинкой также стала серия 40D под названием Special DeLuxe. Представленный в середине 1955 года Buick Special Riviera (наряду с Century Riviera, Oldsmobile 98 Holiday и 88 Holiday) являлся первым четырёхдверным автомобилем без жёсткой крыши. К тому времени Buick Special был самым продаваемым автомобилем в Америке.

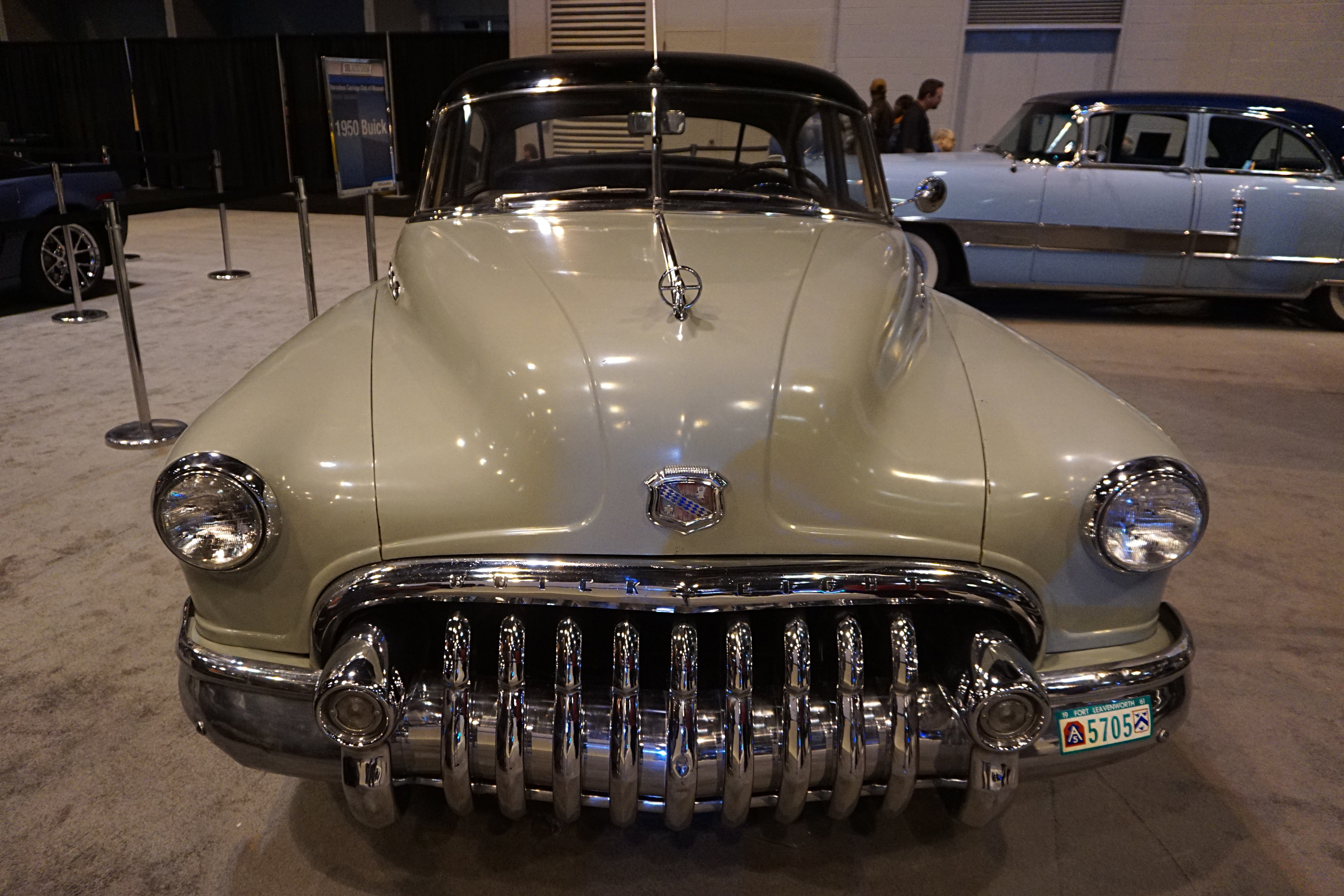
1950 Buick Special Tourback Sedan
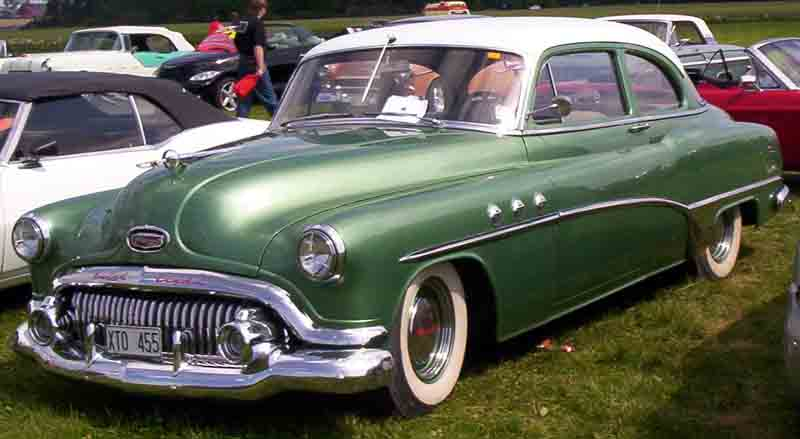
1951 Buick Special Deluxe Tourback Sedanette
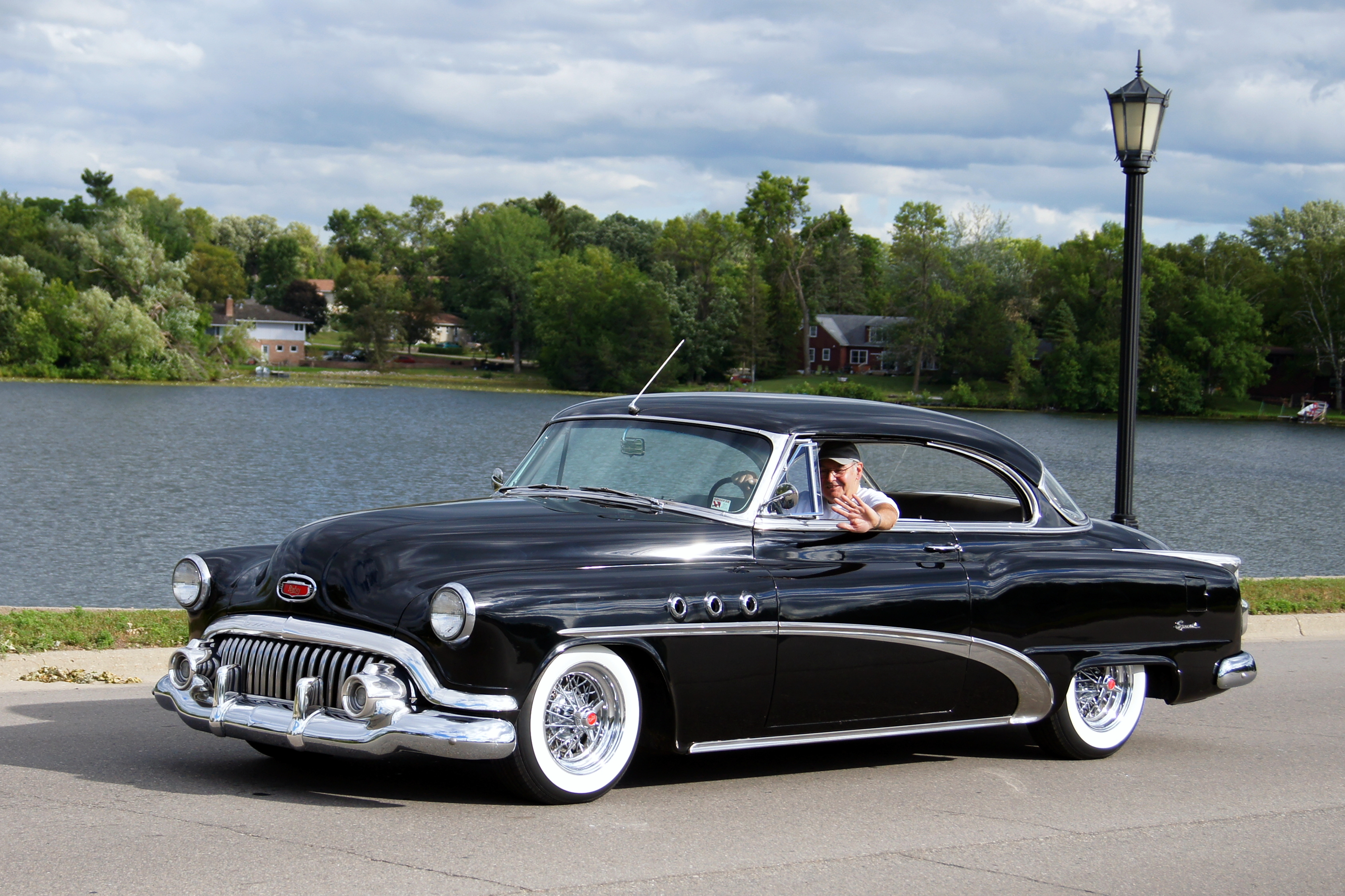
1952 Buick Special De Luxe
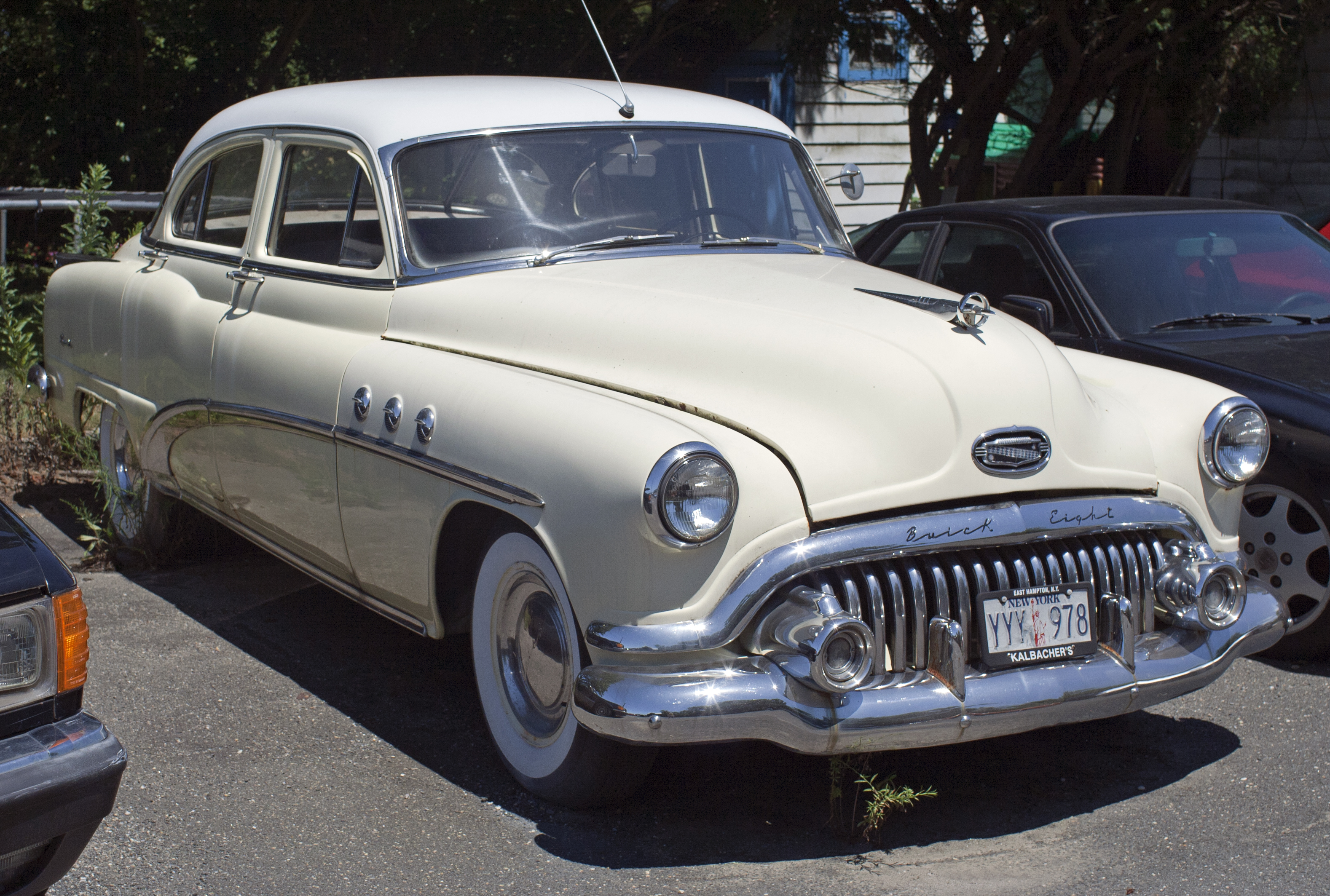
1952 Buick Special DeLuxe Tourback Sedan
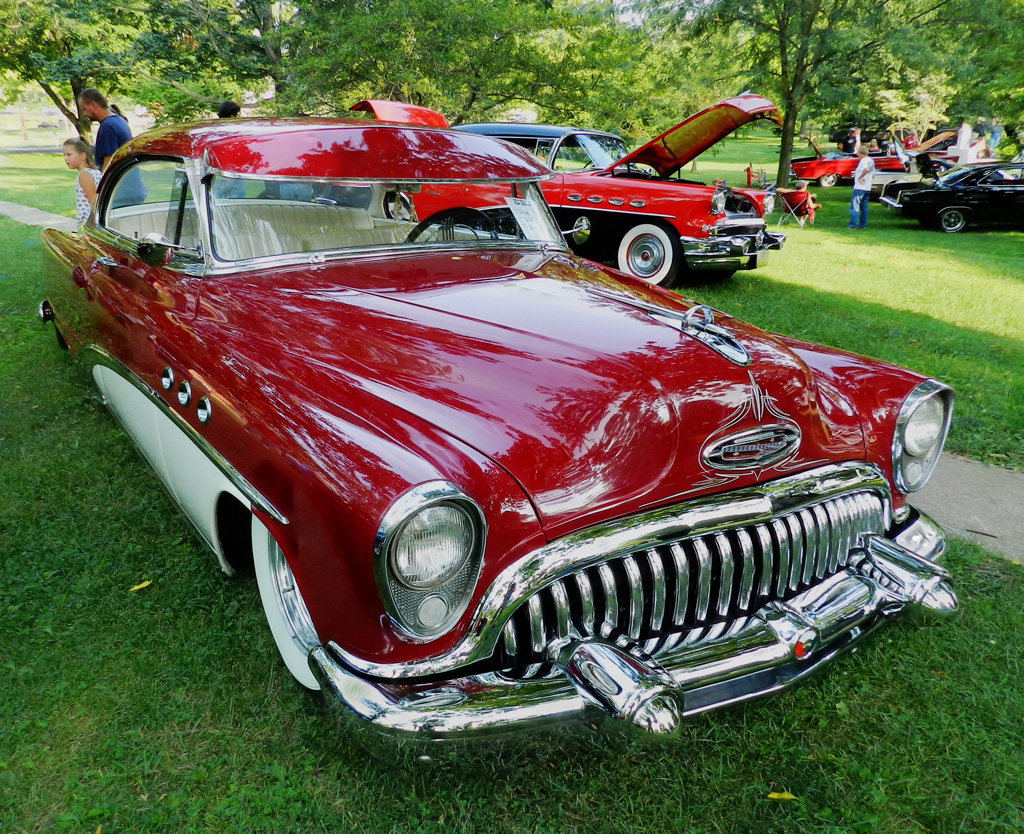
1953 Buick Special Riviera
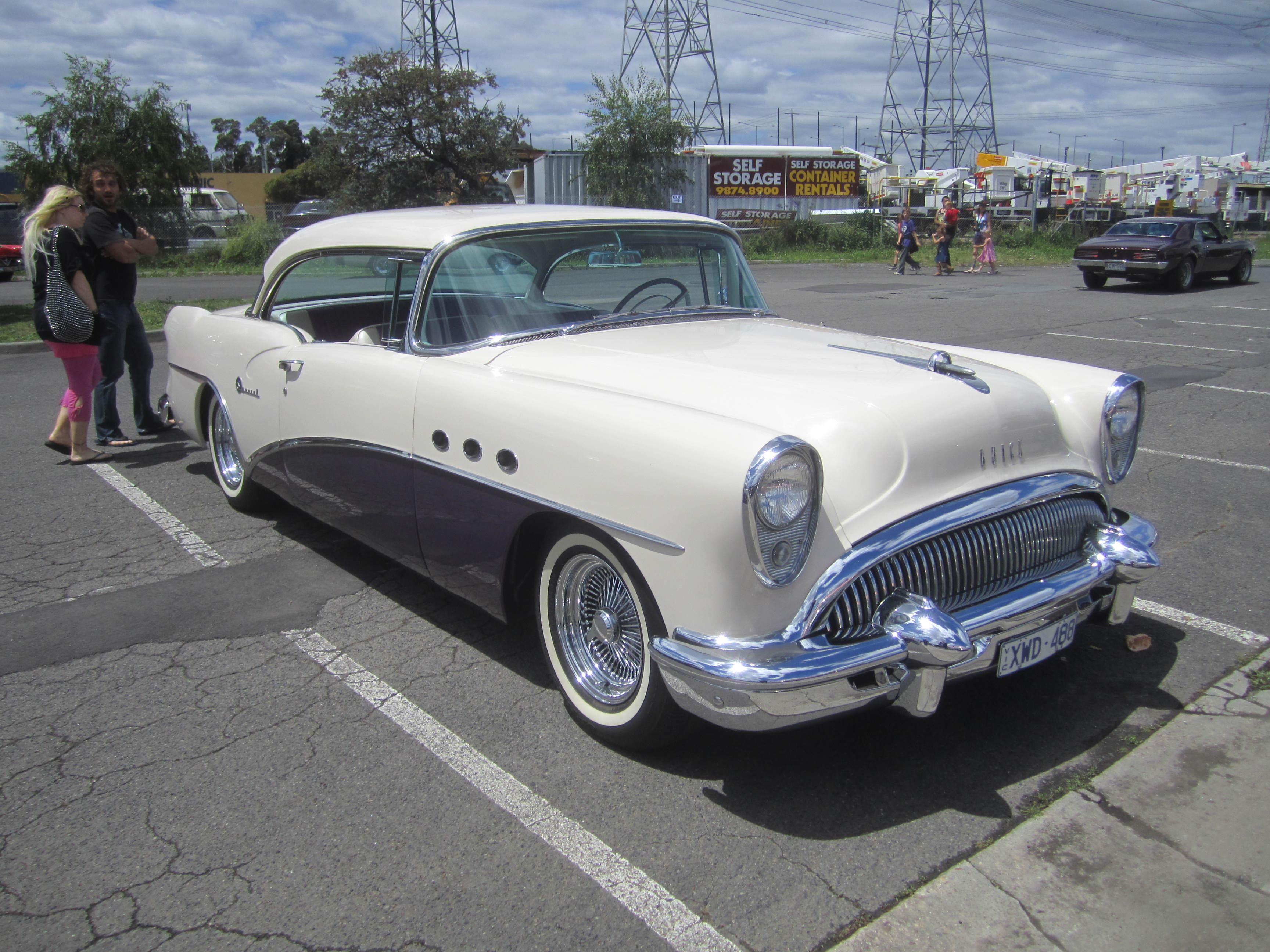
1954 Buick Special Riviera
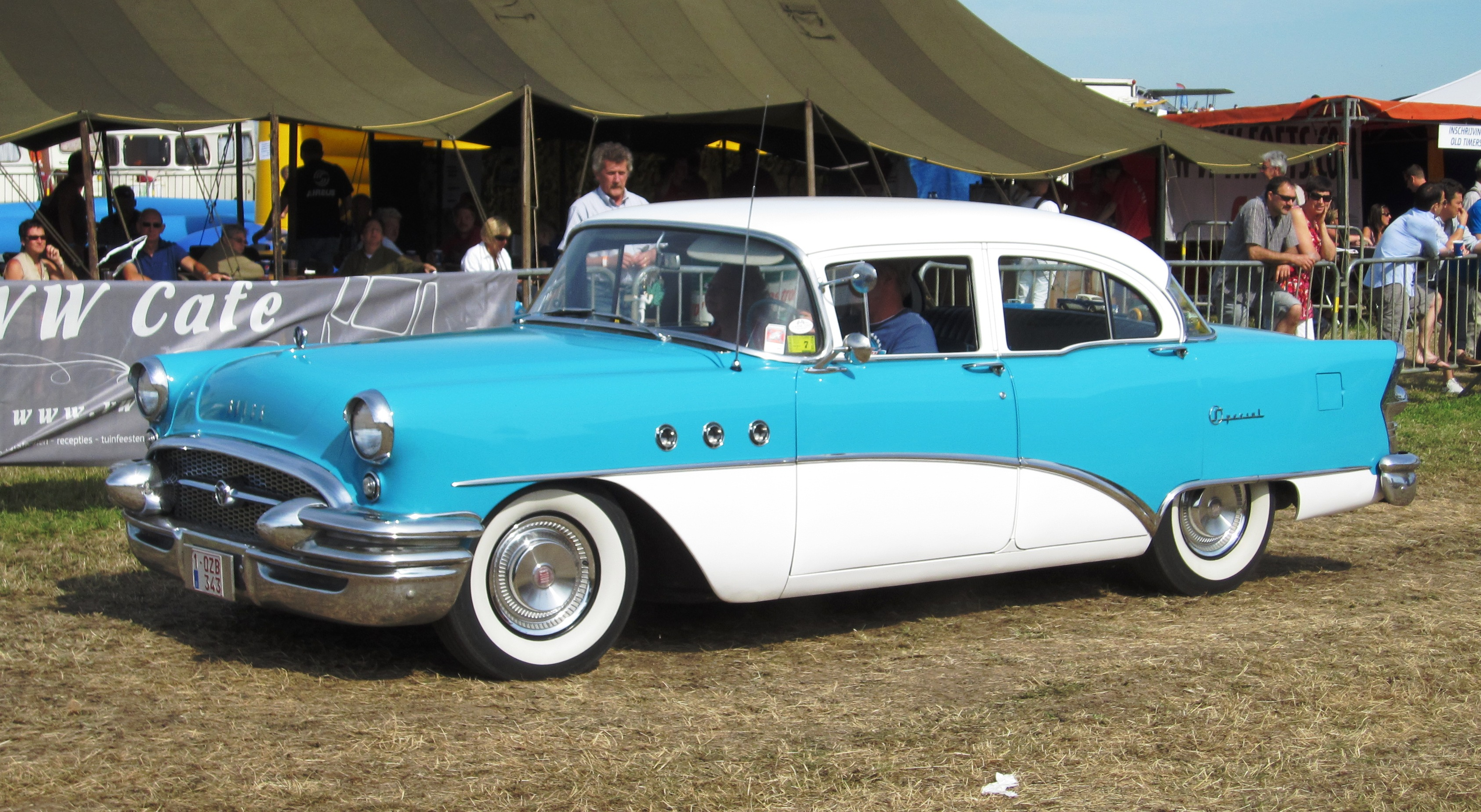
1955 Buick Special
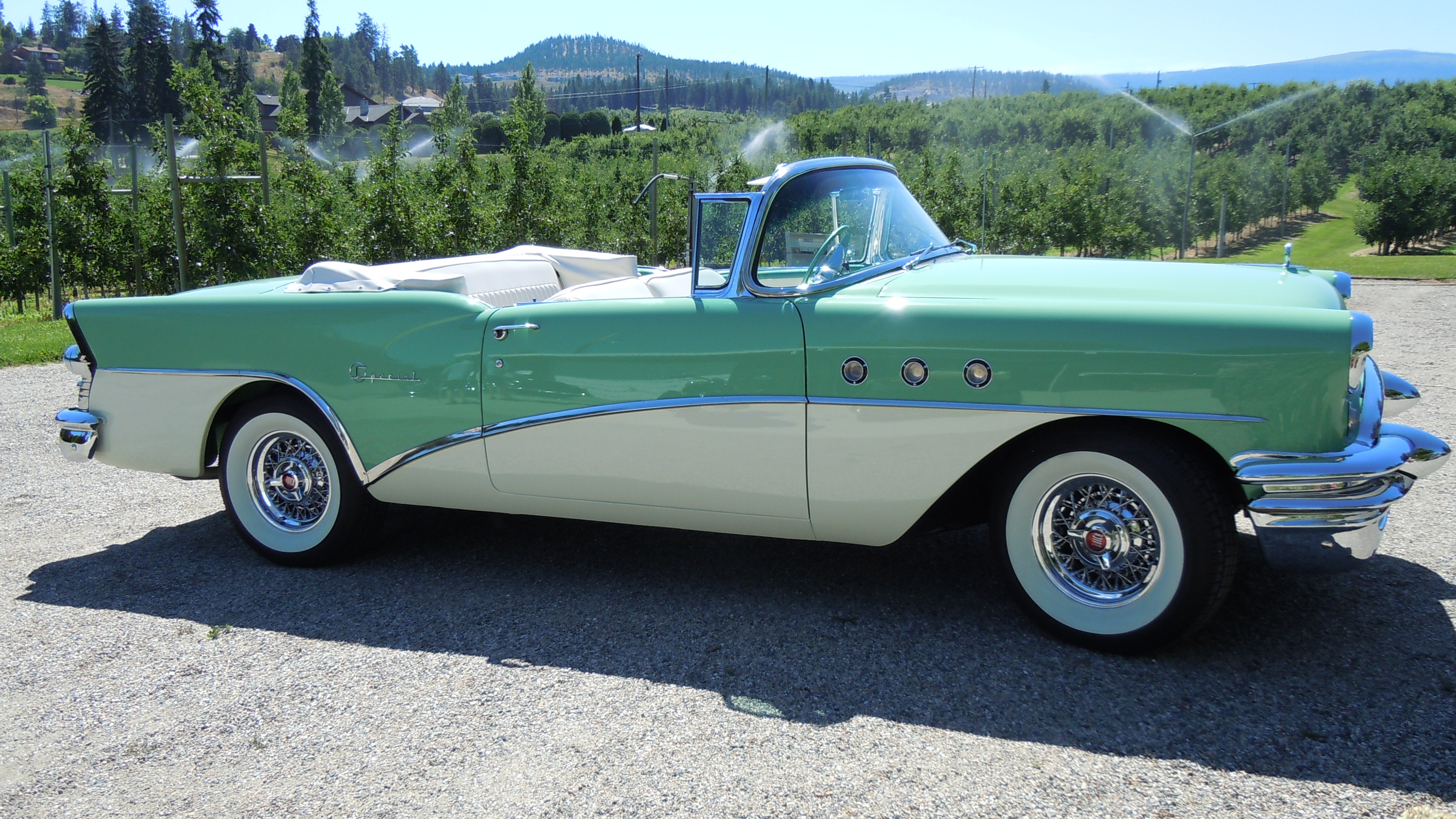
1955 Buick Special Convertible
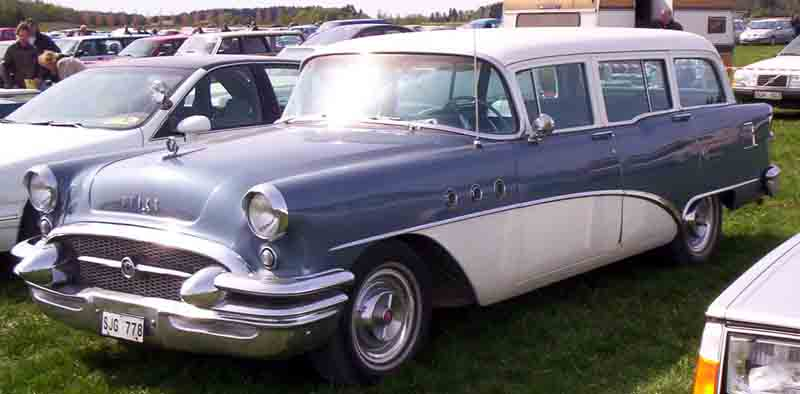
1955 Buick Special Estate Wagon
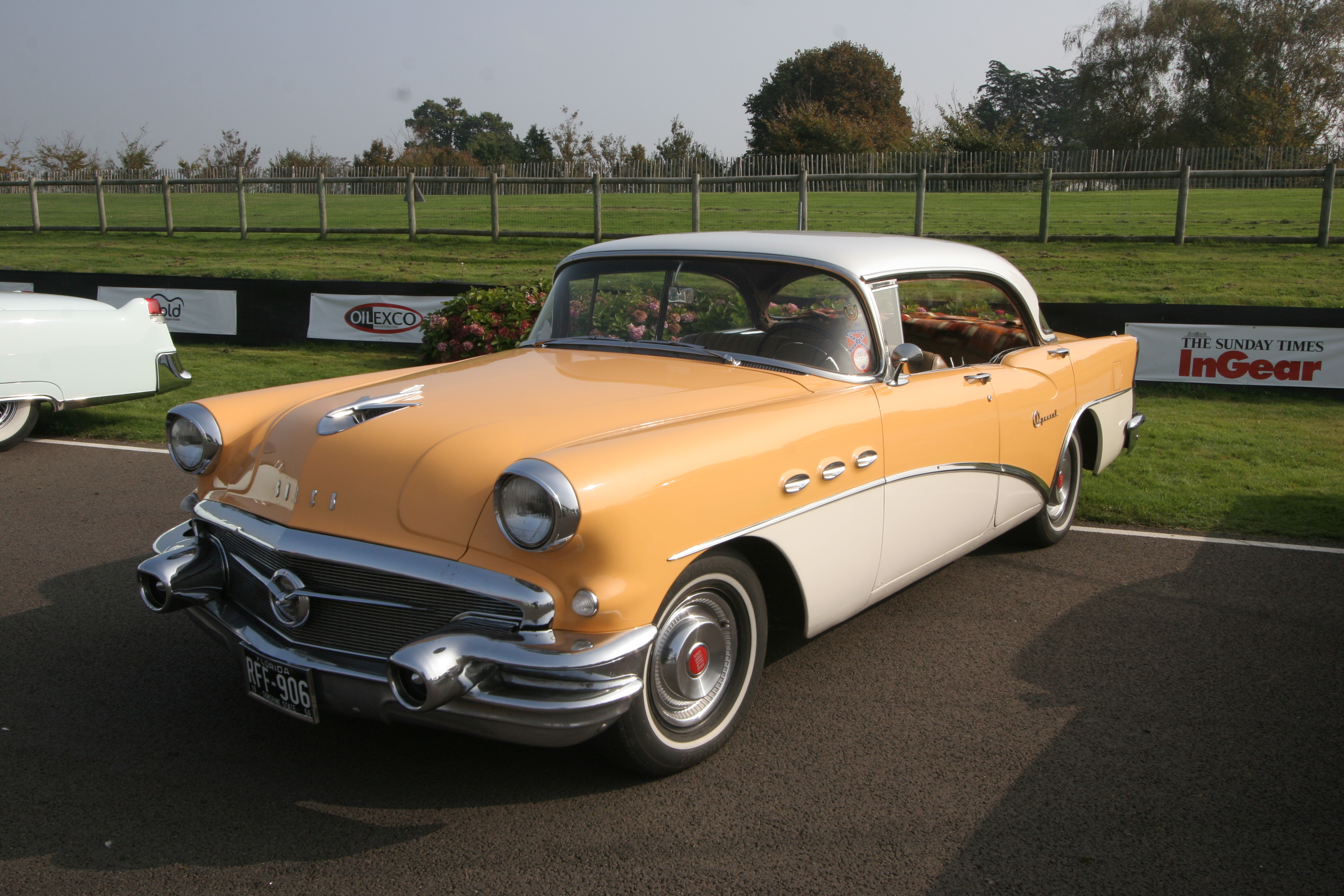
1956 Buick Special
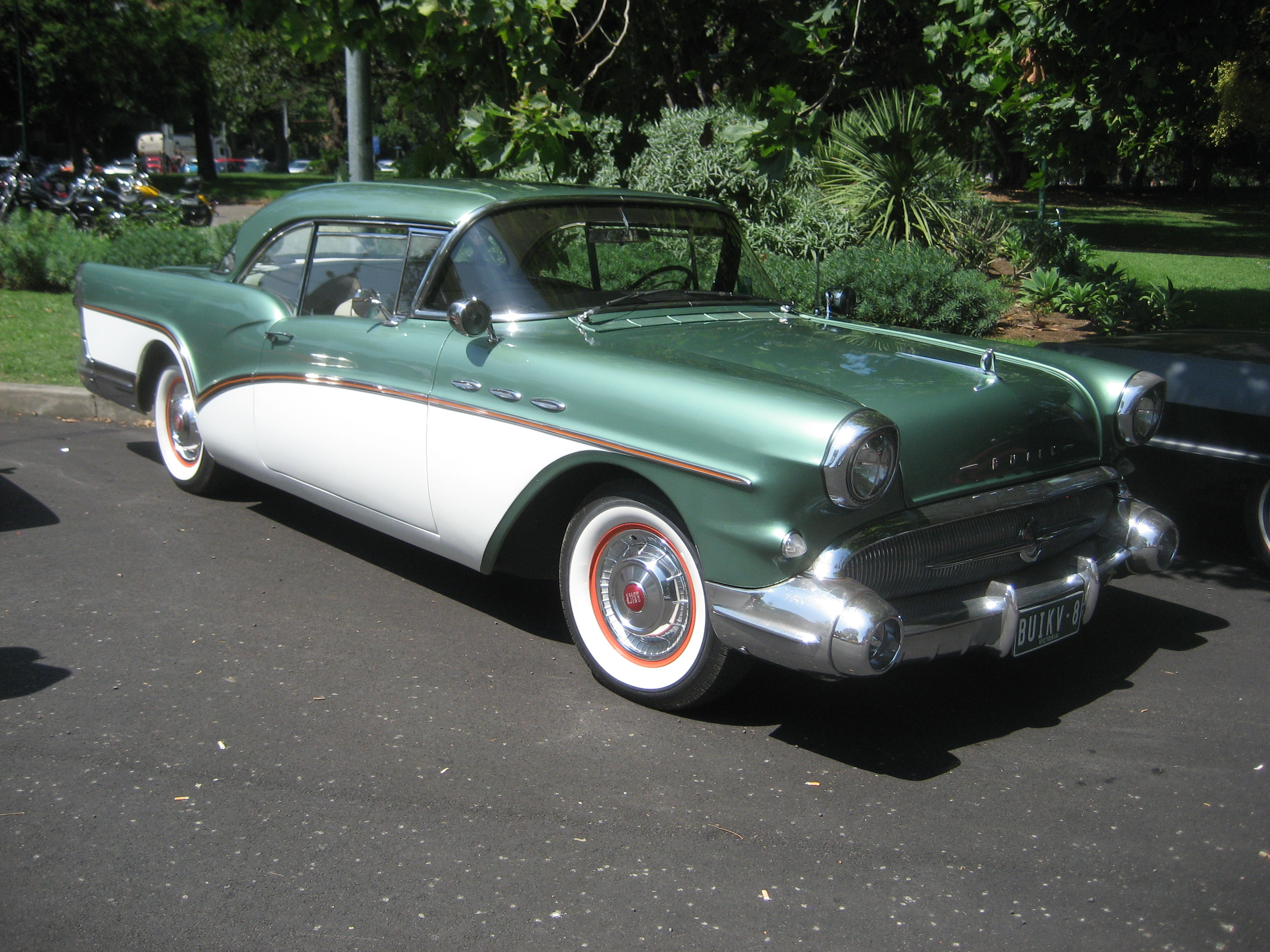
1957 Buick Special Riviera
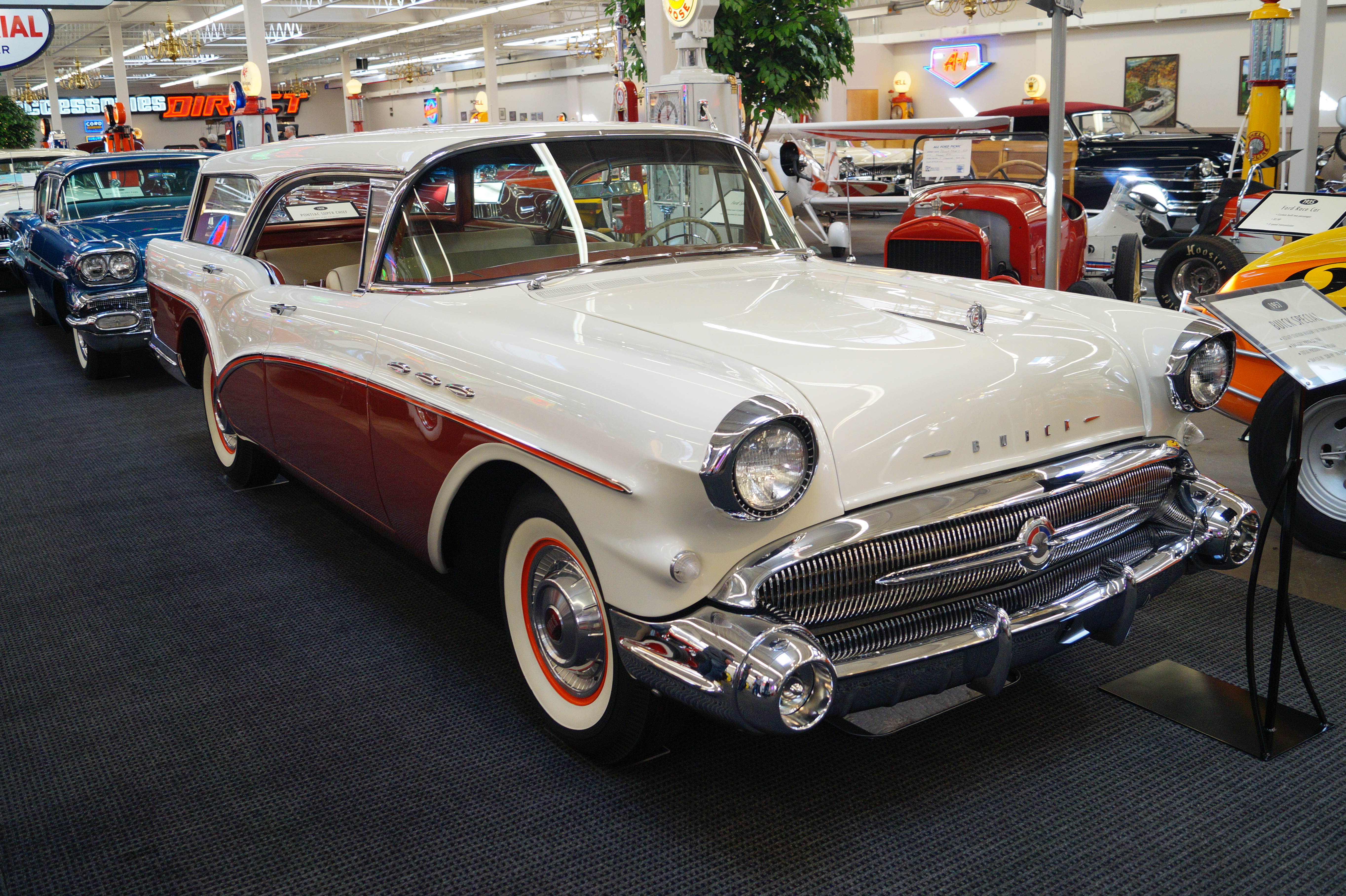
1957 Buick Special Riviera Estate
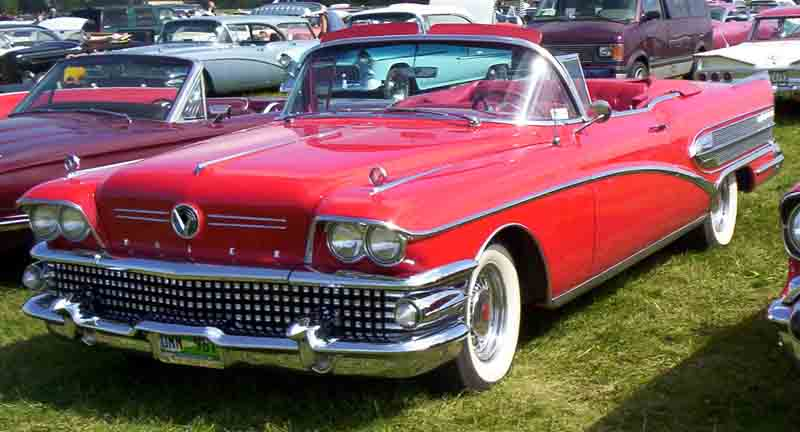
1958 Buick Special

## 1961—1963
С 1961 по 1963 год Buick Special выпускался на платформе Y-body. В середине 1961 года также был выпущен вариант Skylark со специальной отделкой и дополнительными ковшеобразными сиденьями. В 1962 году Buick Special стал первым американским автомобилем с двигателем V6, а Skylark стал отдельной серией.

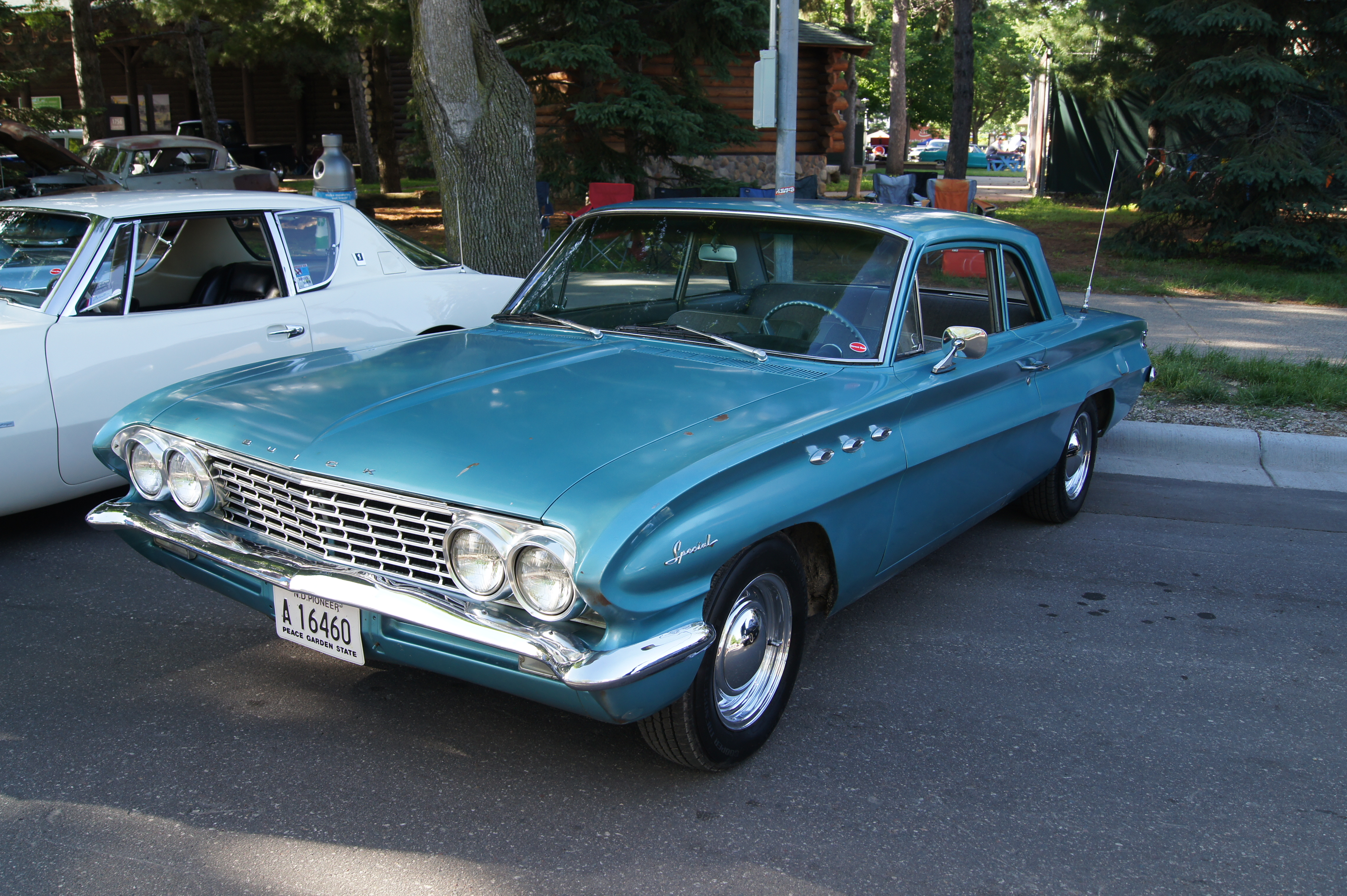
1961 Buick Special
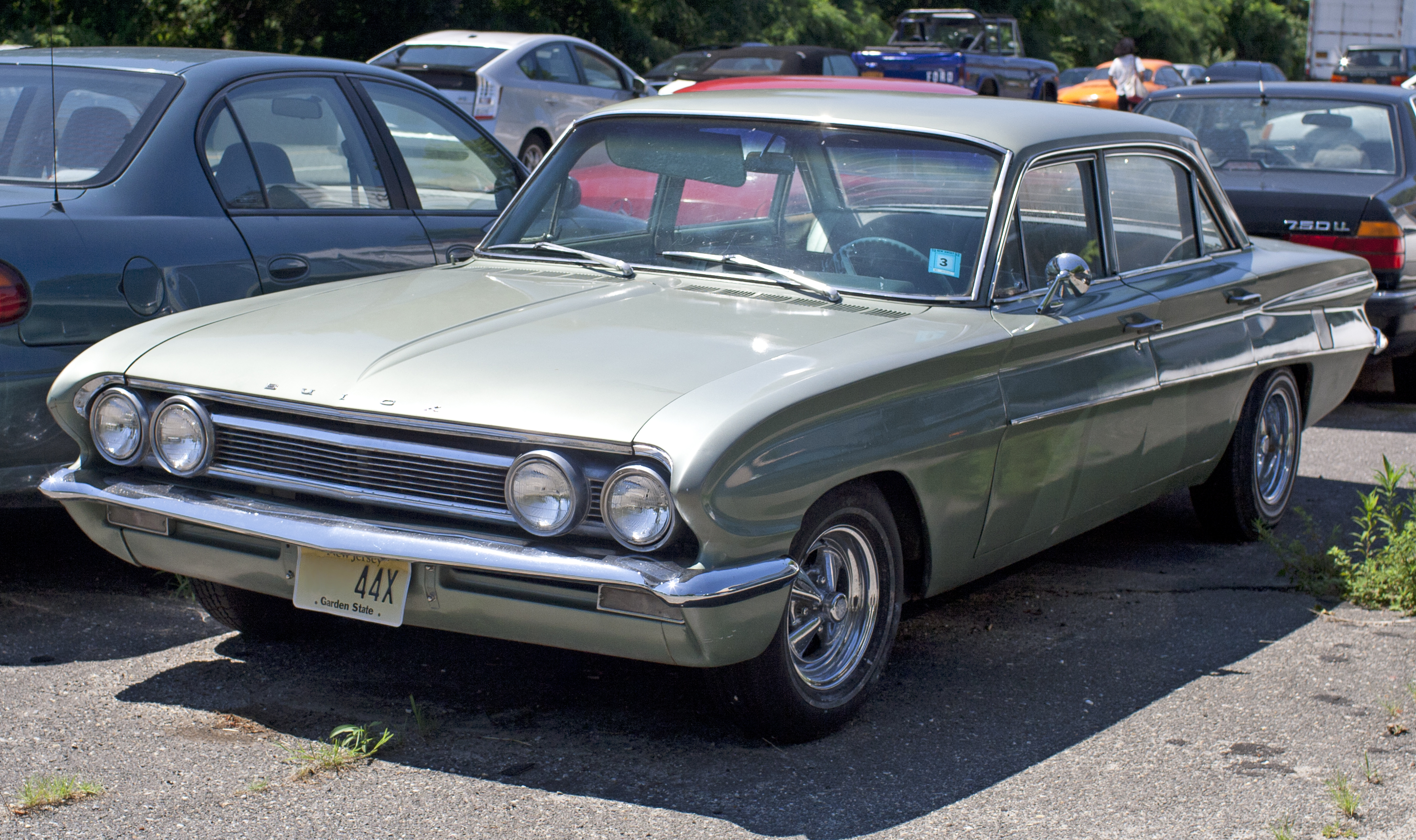
1962 Buick Special DeLuxe
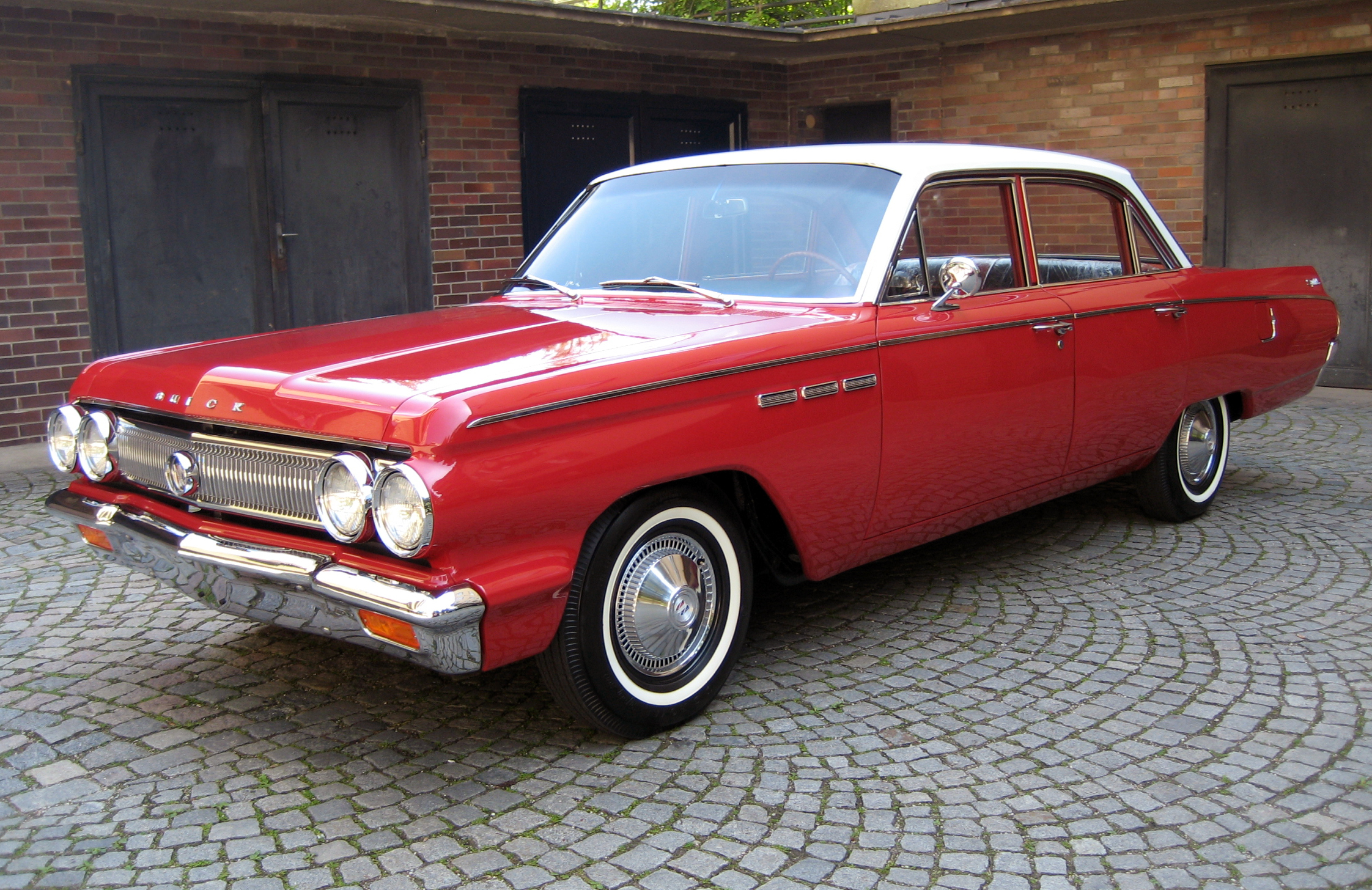
1963 Buick Special Deluxe
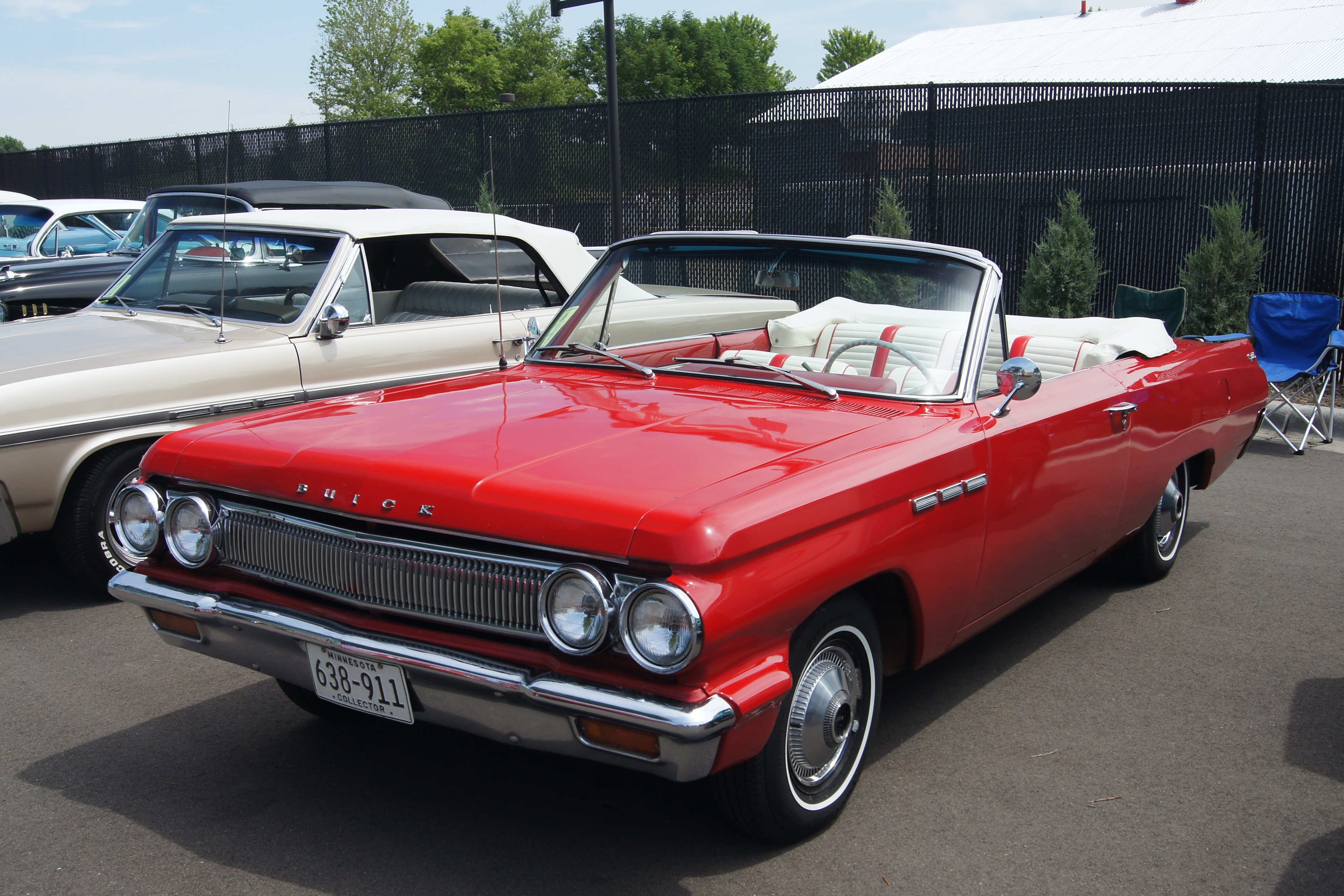
1963 Buick Special
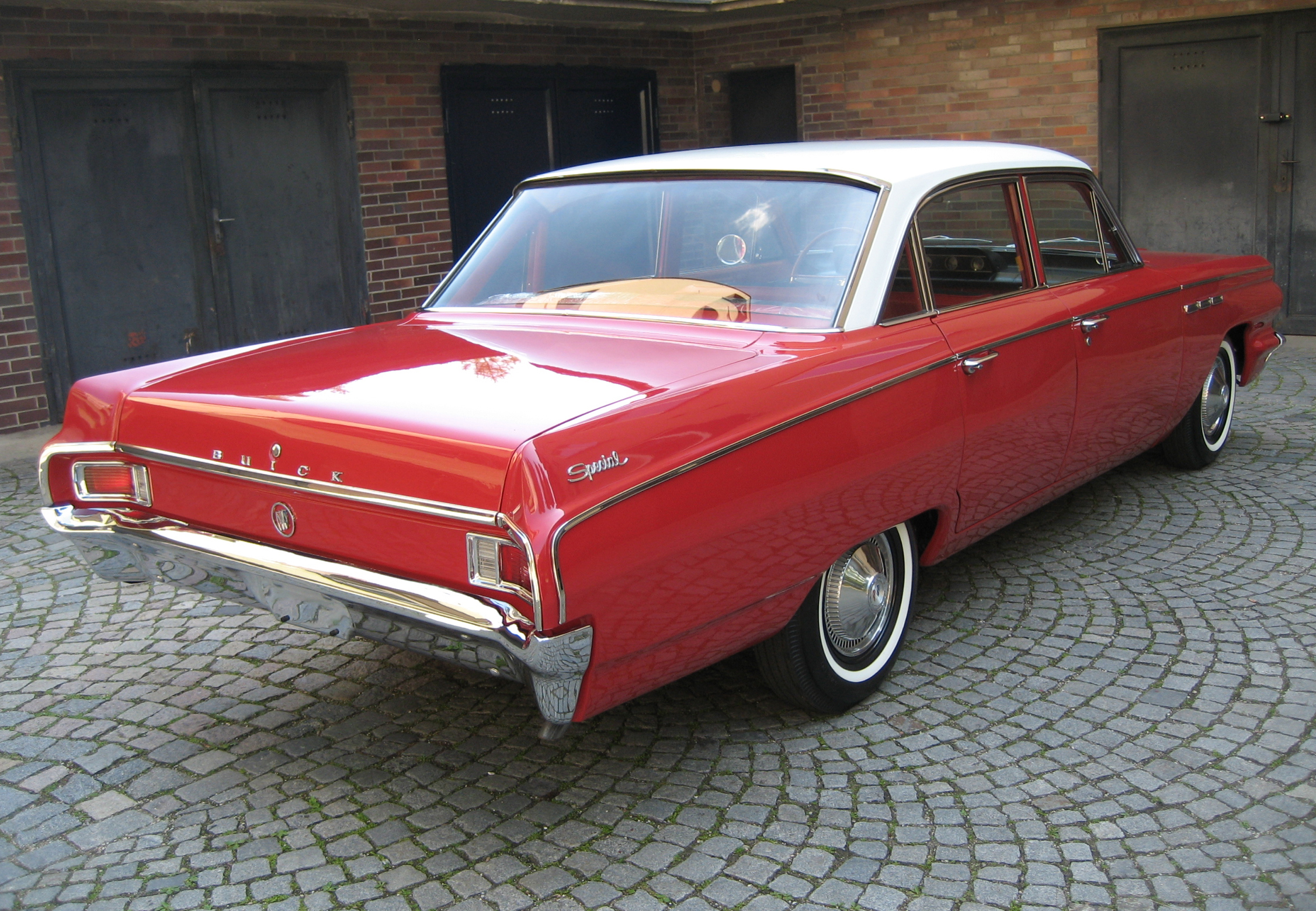
Вид сзади
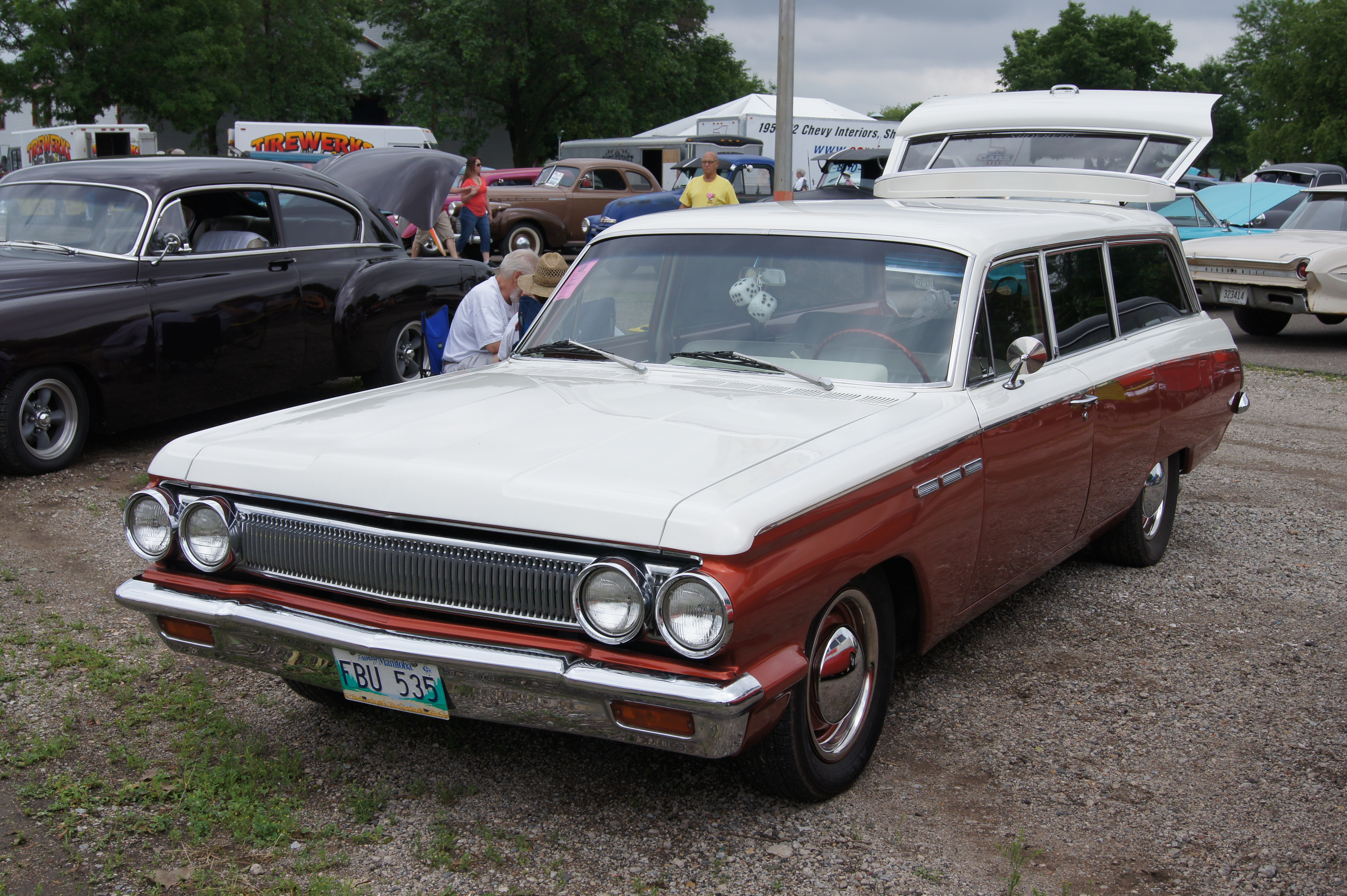
1963 Buick Special Deluxe

## 1964—1967
В 1964 году Special и Skylark прошли рестайлинг и стали выпускаться на платформе A-body. Автомобили продавались как среднеразмерные.

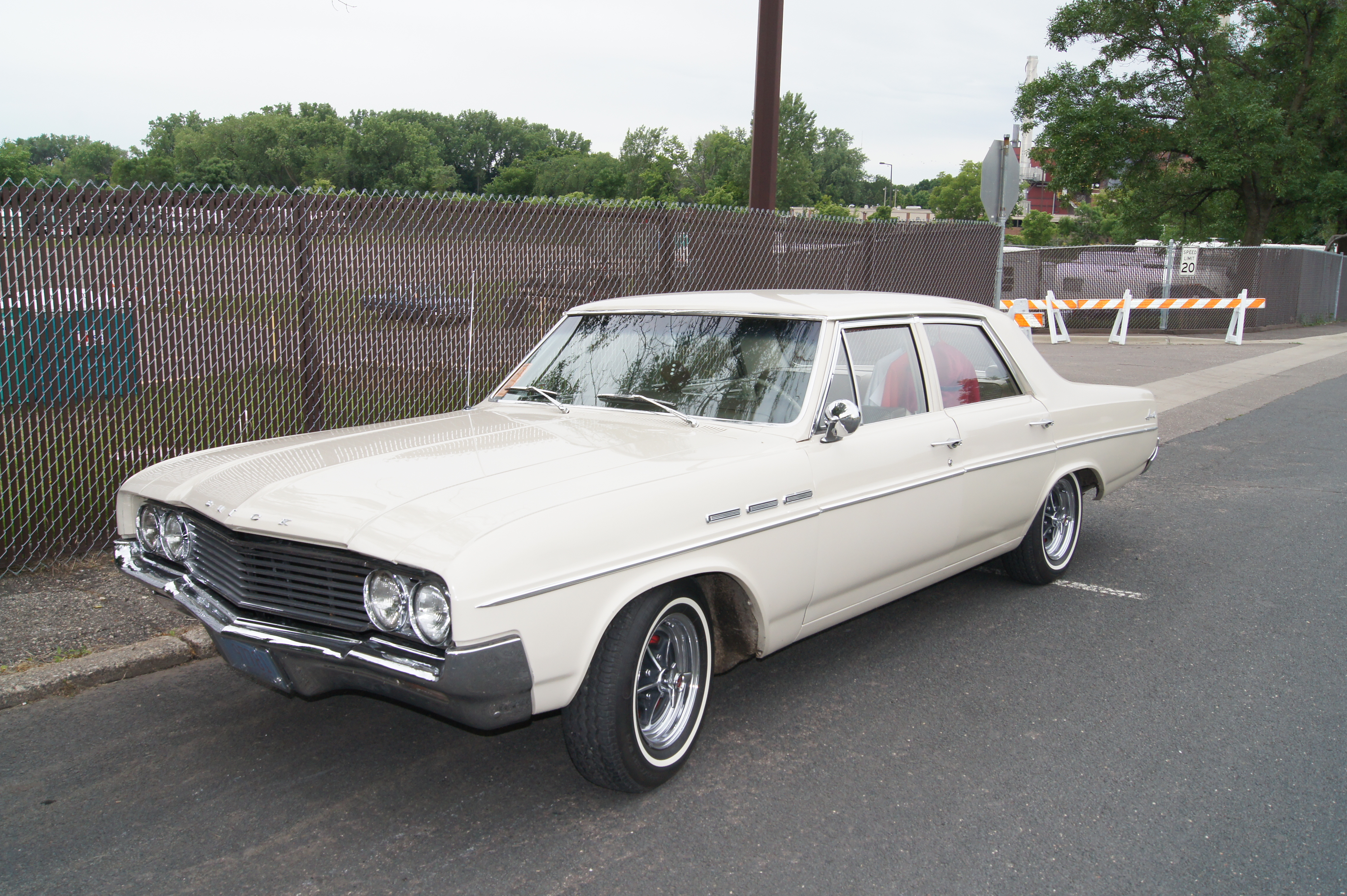
1964 Buick Special
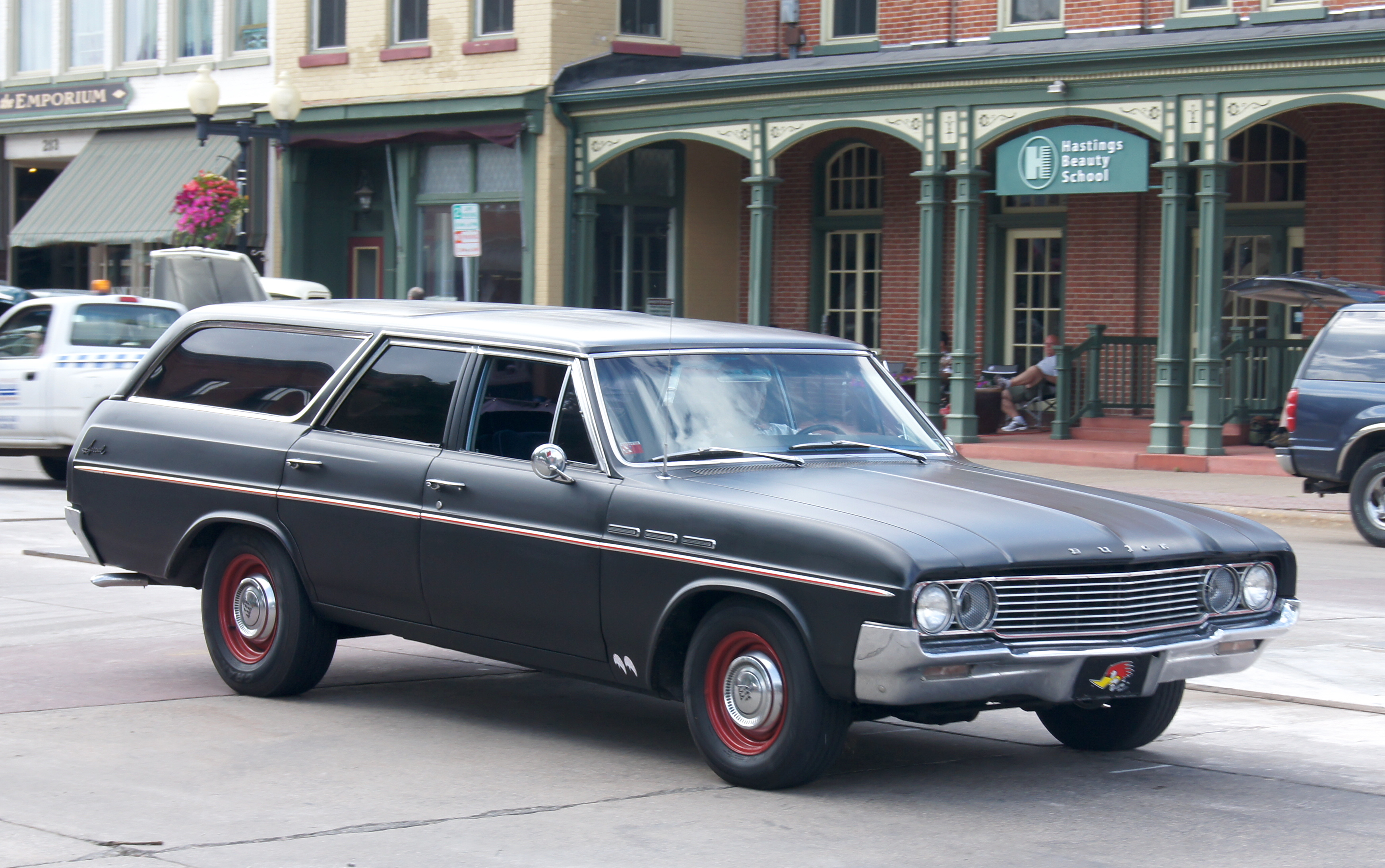
1964 Buick Special
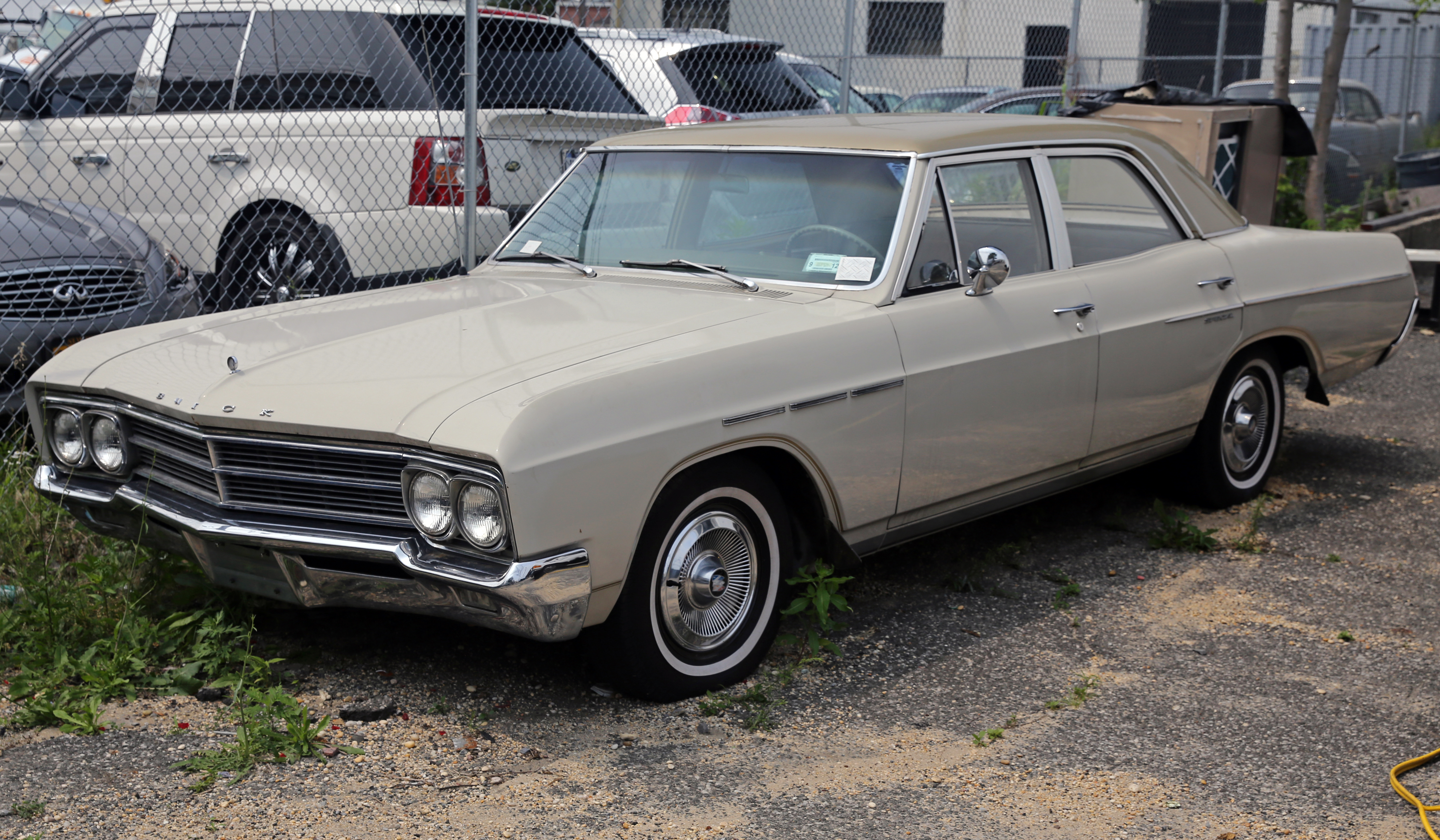
1966 Buick Special Deluxe
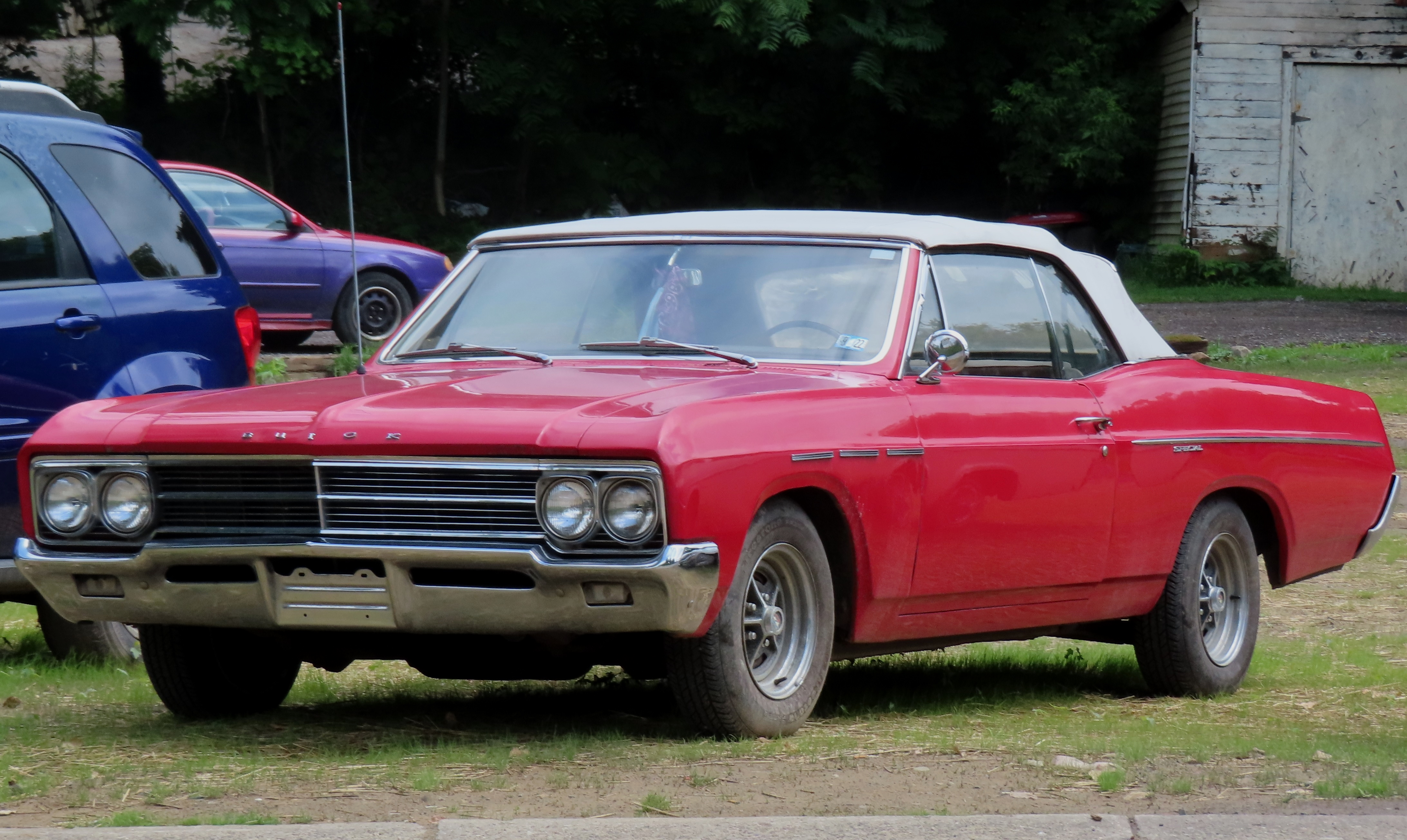
1966 Buick Special

## 1968—1969

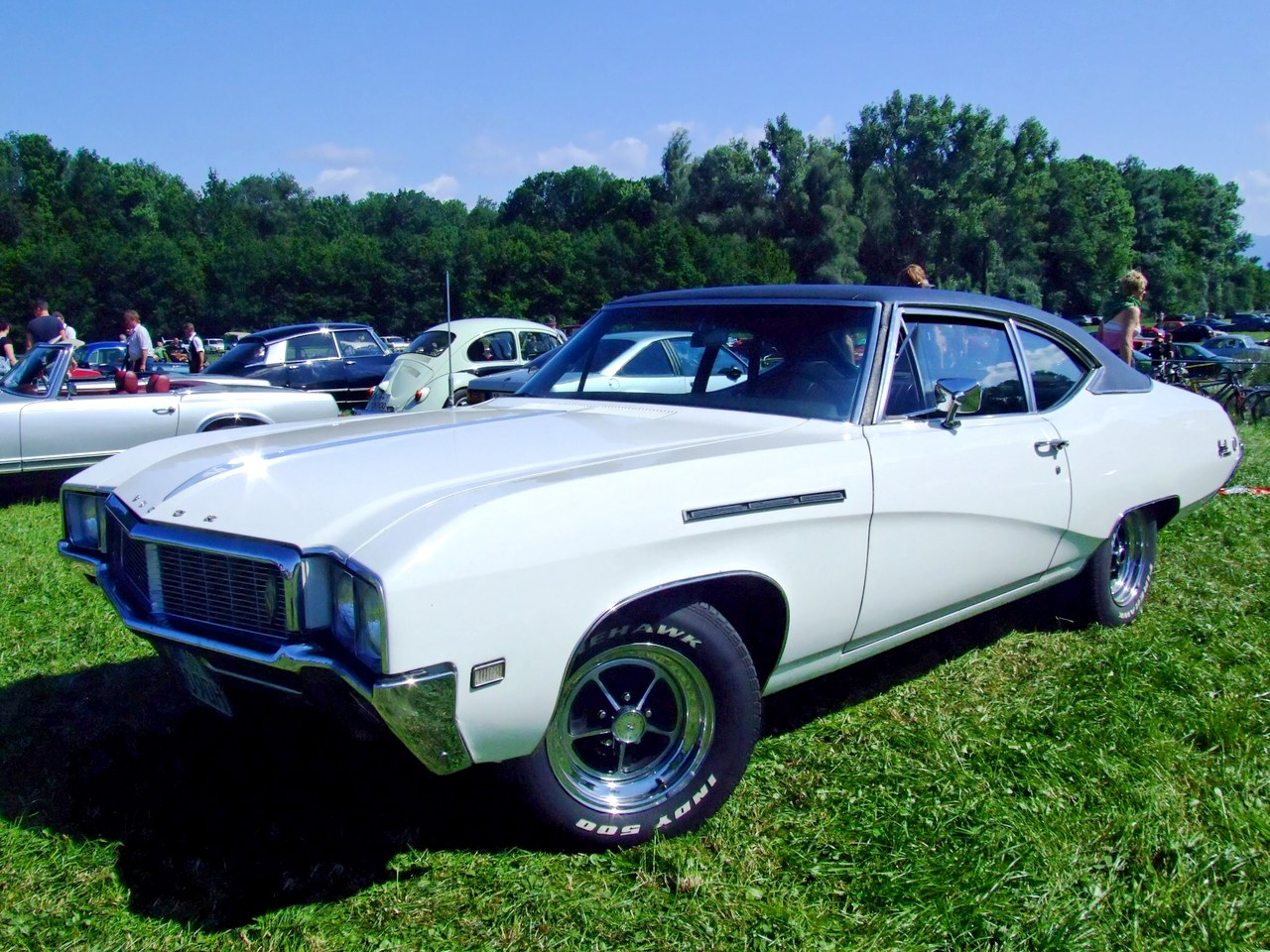
1968 Buick Special Deluxe

Последнее поколение среднеразмерных Buick Special выпускалось с 1968 по 1969 год на платформе A-body. Кузов стал массивнее и крупнее, с пропорциями, сочетающими пышные формы с углами.

## 1975—1977

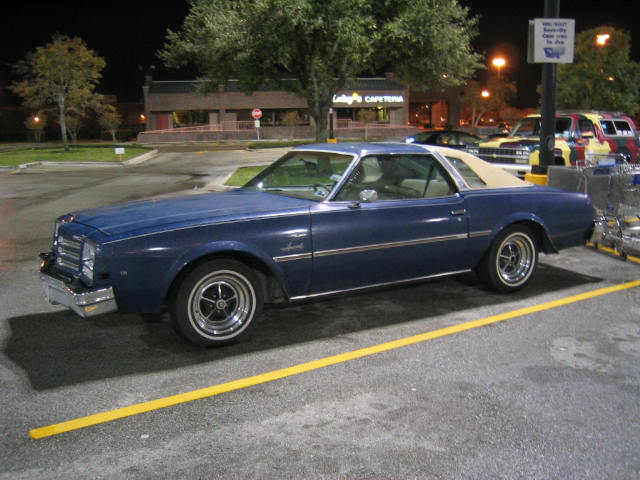
1977 Buick Century Special

С 1975 по 1977 год выпускался Buick Century Special. Он оснащён двигателем Buick V6, хотя поначалу предлагался двигатель Buick V8.

## 1978—1979

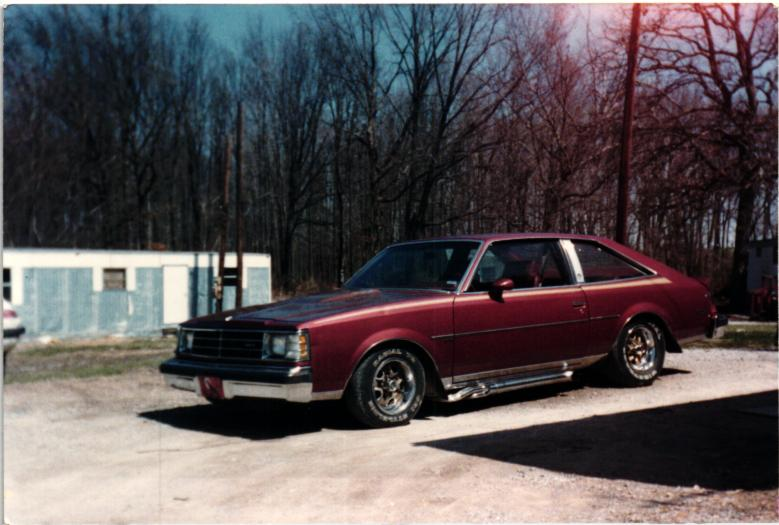
1978 Buick Century Special

С 1978 по 1979 год Buick Century Special выпускался в кузовах фастбэк и универсал.

## 1991—1996

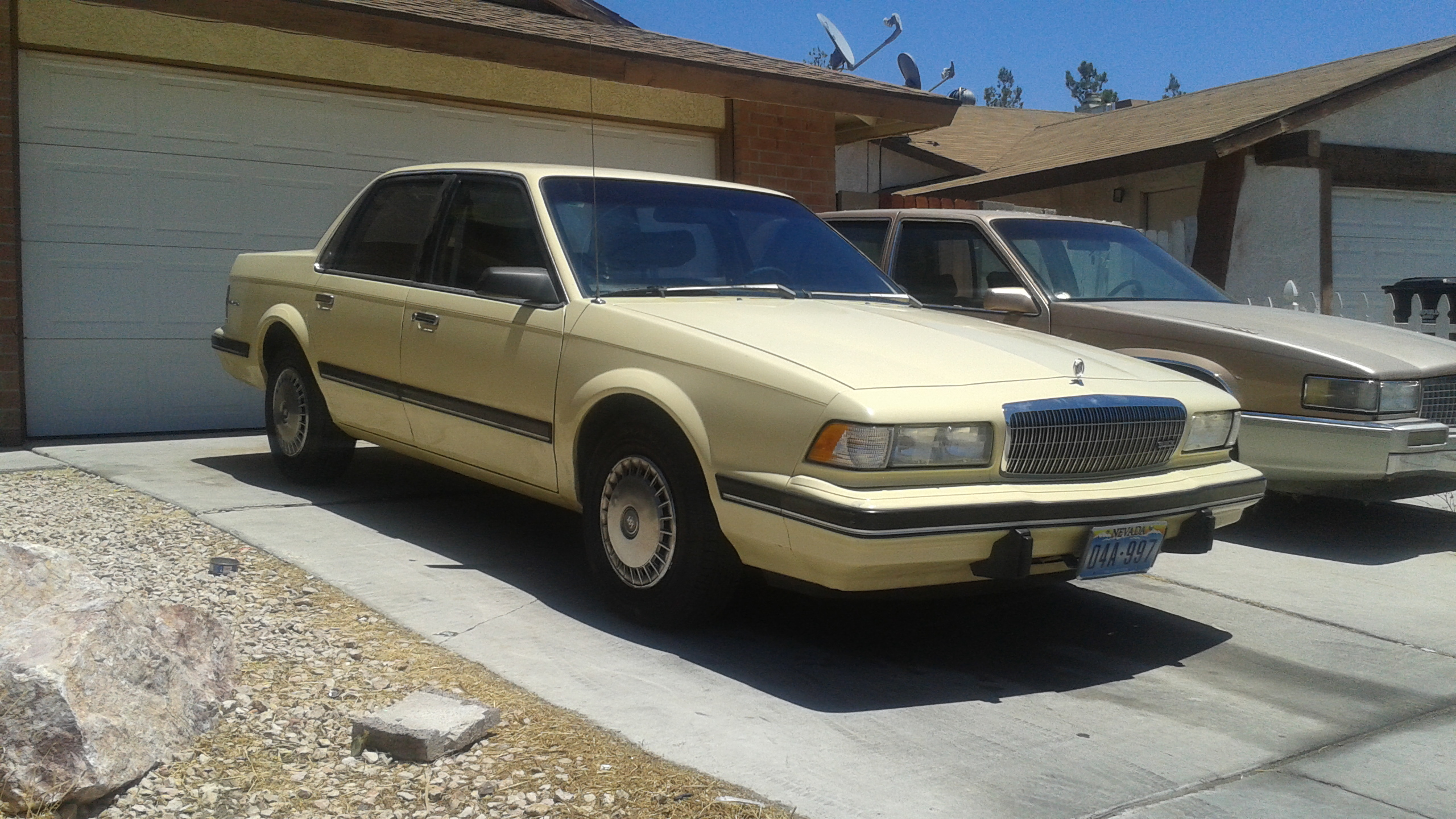
1992 Buick Century Special

Начиная с 1991 года, Buick Century Special выпускался в кузовах седан и универсал (начиная с 1993 года). Обозначение Special было отменено в 1996 году в связи с редизайном Century.